# Politisches System Italiens
Das politische System des seit 1861 bestehenden italienischen Staates war ursprünglich in der Form einer konstitutionellen Monarchie organisiert und ist seit 1946 als parlamentarische Republik strukturiert.

Flagge des Königreichs Italien (1861–1946)

Wappen des Königreichs Italien (1861–1946)

Flagge der italienischen Republik

Wappen der italienischen Republik

## Vorgeschichte: das Königreich Italien

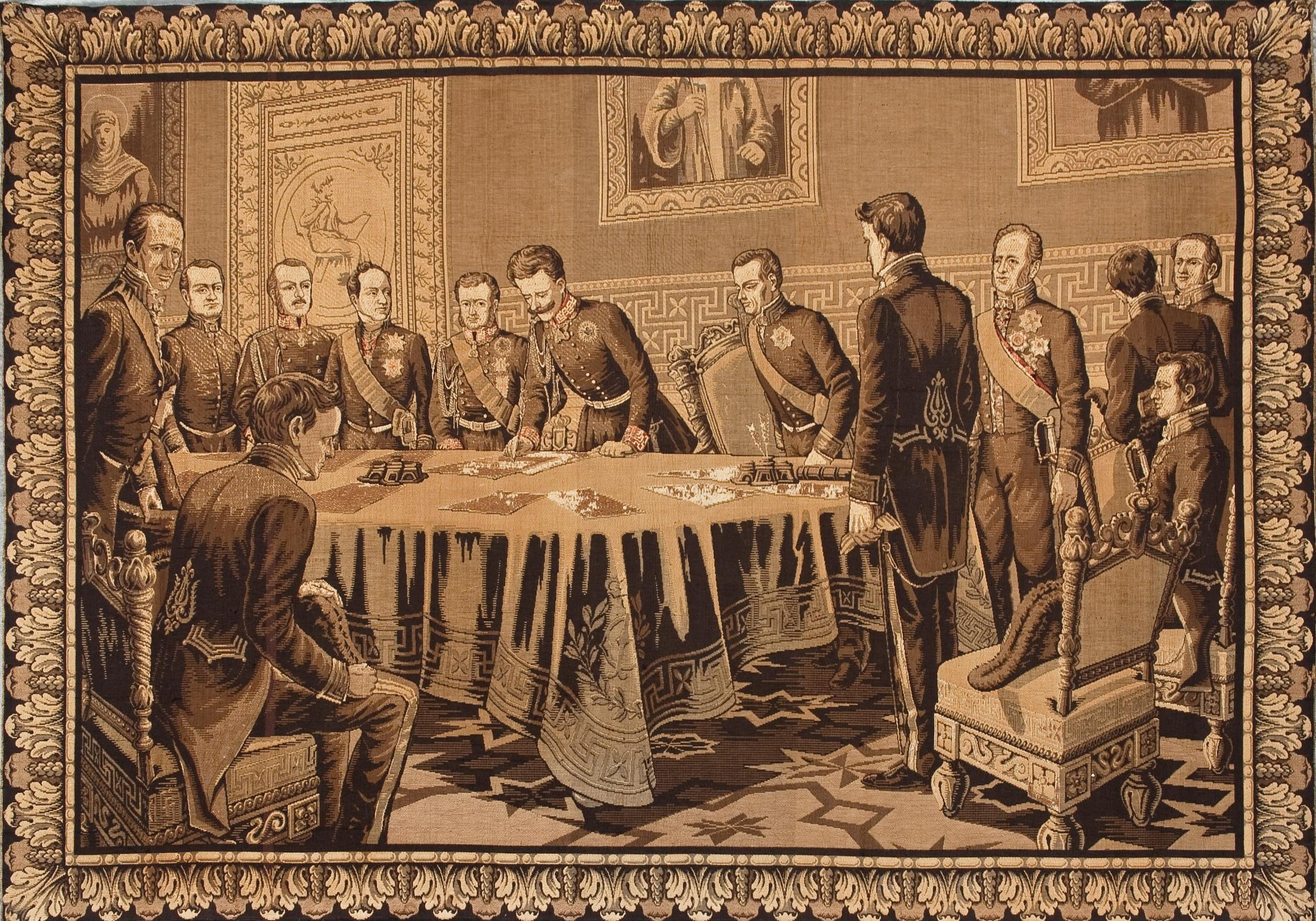
Carlo Alberto von Savoyen unterzeichnete das Albertinische Statut am 4. März 1848

Der neuzeitliche italienische Staat ging aus den Unabhängigkeitskriegen hervor und wurde am 17. März 1861 gegründet, als Viktor Emanuel II. zum König Italiens ausgerufen wurde. Von der Staatsgründung bis 1946 war Italien eine konstitutionelle Monarchie.

### Staatsaufbau
Das Königreich Italien übernahm die Verfassung des Königreichs Sardinien, die auch als „Albertinisches Statut“ (Statuto Albertino) bekannt ist und vom Souverän Carlo Alberto am 4. März 1848 oktroyiert wurde. Das albertinische Statut blieb bis zum Inkrafttreten der republikanischen Verfassung am 1. Januar 1948 in Kraft.
Italien war eine konstitutionelle Monarchie, auch während der faschistischen Diktatur (1922–1943); fast alle Institutionen blieben formal intakt.
Der König als Staatsoberhaupt war an allen drei Staatsgewalten maßgeblich beteiligt.
Die legislative Gewalt stand dem Parlament zu, das sich wie heute aus zwei gleichberechtigten Organen zusammensetzte, der Kammer und dem Senat. Während die Kammer gewählt wurde, wurden die Senatoren vom König bestellt. Der König war auch an der Gesetzesinitiative beteiligt. Während des Faschismus wurde die Kammer in faschistische Ständekammer (Camera dei Fasci e delle Corporazioni) umbenannt und eine dritte gesetzgebende Kammer eingerichtet, der Große Faschistische Rat (Gran Consiglio del Fascismo).
Die Exekutive bestand aus den Ministern, die lediglich als Berater des Königs fungieren sollten. Es kristallisierte sich aber eine echte Regierung mit einem vor dem Parlament verantwortlichen Ministerpräsidenten heraus. Die Ernennung blieb dem König vorbehalten. Dies ermöglichte tatsächlich Mussolinis Machtergreifung (siehe Marsch auf Rom). Während des Faschismus wurde der Ministerpräsident offiziell als Duce bezeichnet.
Was die Judikative angeht, so wurden alle Richter vom König bestellt. Dieser übte auch das Begnadigungsrecht aus.
Gemäß der Verfassung war der römisch-katholische Glaube Staatsreligion.

### Wahlsystem
Das Wahlsystem sah ursprünglich ein Mehrheitswahlrecht in zwei aufeinanderfolgenden Wahlgängen vor. Da das Wahlrecht an eine bestimmte Einkommensgrenze gekoppelt war (Zensuswahlrecht), hatten im Jahre 1861 nur 2 % der Gesamtbevölkerung, rund 400.000 Bürger, das Recht zu wählen.
Am 25. Mai 1912 wurde das Recht erweitert (suffragio universale): Alle männlichen Bürger, die das 21. Lebensjahr vollendet hatten und lesen und schreiben konnten, sowie Analphabeten, die das 30. Lebensjahr vollendet hatten, wurden zur Wahl zugelassen. Bei den Wahlen am 26. Oktober und 2. November 1913 konnten schließlich 8,5 Millionen Italiener wählen, 27 % der damaligen Bevölkerung. 1919 wurde das Verhältniswahlrecht eingeführt.
Nachdem Mussolini Ende 1922 an die Regierung kam („Marsch auf Rom“), wurde zur Festigung seiner Macht das von Giacomo Acerbo konzipierte Acerbo-Gesetz verabschiedet: Die stimmenstärkste Partei sollte zwei Drittel der Parlamentssitze erhalten. Das Gesetz fand bei den Wahlen 1924 Anwendung. Nach Errichtung der Diktatur wurden die Wahlen zur Farce; man konnte nur noch für die Nationalfaschistische Partei stimmen.

### Parteiensystem
Die politischen Geschicke wurden im 19. Jahrhundert zuerst von der Destra storica (historischen Rechten) bestimmt. Wichtigste Ministerpräsidenten aus dem wirtschaftsliberalen, aber wertkonservativen Lager waren Cavour, Minghetti, Sella. Seit Mitte der 1870er Jahre übernahm die Sinistra storica (historische Linke) die Regierung, mit Agostino Depretis und Francesco Crispi.
Anfang des 20. Jahrhunderts waren die Liberalen führende Kraft; Giovanni Giolitti (1842–1928) war deren wichtigster Vertreter.
1892 wurde die PSI (Sozialistische Partei Italiens) gegründet, von der sich 1921 die PCI (Kommunistische Partei Italiens) abspaltete.
Der Priester Luigi Sturzo gründete 1919 die italienische Volkspartei (Partito Popolare Italiano).
Die Jahre 1923 bis 1945 des Königreichs wurden von der PNF (National-Faschistischen Partei) bestimmt, die 1921 vom Diktator Benito Mussolini, dem am längsten amtierenden Ministerpräsidenten der italienischen Geschichte, gegründet wurde.

### Die Hauptstädte des Königreiches
Erste Hauptstadt Italiens war Turin. 1865 wurde die Hauptstadt nach Florenz verlagert. Rom war damals noch nicht Teil des italienischen Staates. 1870 wurde es erobert und 1871 Hauptstadt (Näheres hier).

### Könige Italiens
Die vier Könige Italiens stammen aus dem Haus der Savoyer, die maßgeblich an der Einigung des Landes beteiligt waren und somit einen natürlichen Anspruch auf den Thron hatten.
- Viktor Emanuel II. (nicht der Erste, da die Zählung des Königreiches Sardinien beibehalten wurde) herrschte von 1861 bis 1878.
- Umberto I. blieb König bis 1900, ehe er vom Anarchisten Gaetano Bresci in Monza ermordet wurde.
- Viktor Emanuel III. herrschte von 1900 bis 1946. Er war auch Kaiser von Äthiopien und König von Albanien.
- Umberto II. war nur für einen Monat König, im Mai 1946, hatte aber seit 1944 die Würde des Statthalters inne. Viele königliche Dekrete des Statthalters aus den Jahren 1944 bis 1946 sind noch heute als Gesetze in Kraft.

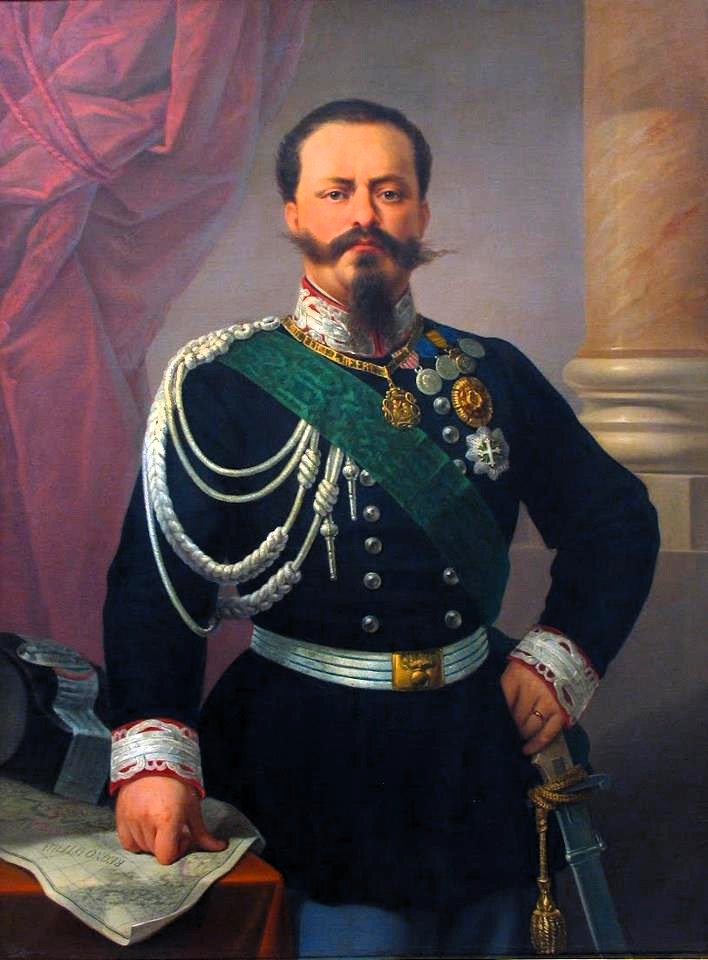
Viktor Emanuel II.
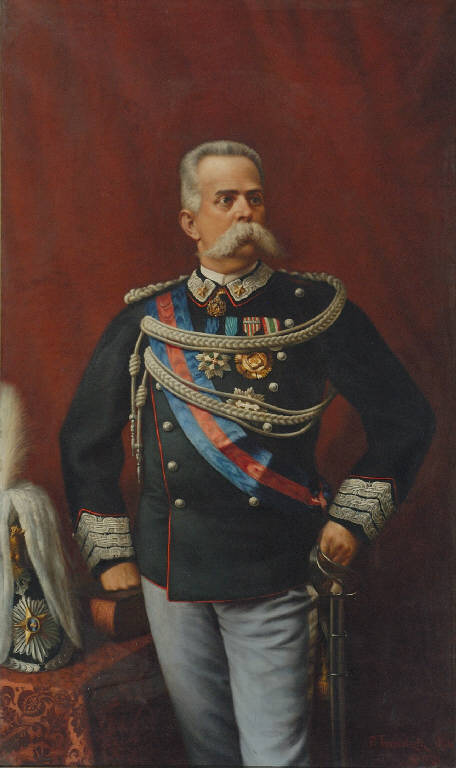
Umberto I.
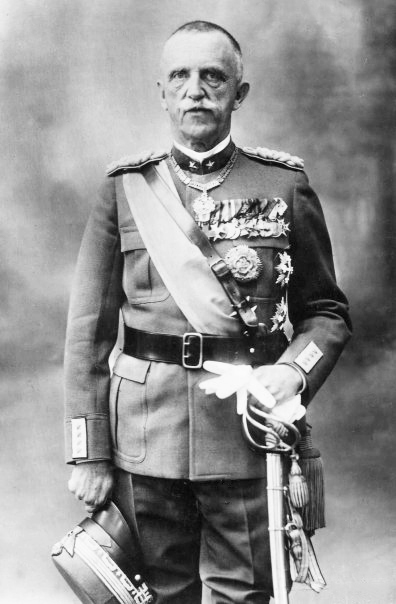
Viktor Emanuel III.
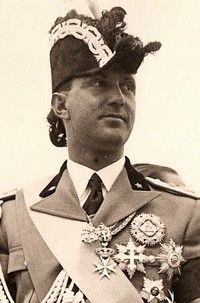
Umberto II.

### Das Ende der Monarchie
Nach dem Ende der faschistischen Diktatur und des Zweiten Weltkriegs galt es Italien auch institutionell wieder aufzubauen. Dabei spielte die Frage nach der zukünftigen Staatsform eine zentrale Rolle. Das Haus Savoyen war durch seine maßgebliche Beteiligung an der Machtergreifung Mussolinis diskreditiert, viele Mitglieder des Hauses hatten wichtige Funktionen innerhalb des faschistischen Regimes ausgeübt. Der König hatte zudem die Rassengesetze gegen die Juden unterzeichnet, was er angesichts seiner Machtposition auch hätte verweigern können. Nicht zuletzt war die Monarchie dadurch diskreditiert, dass sie nach dem Waffenstillstand von 1943 das Land im Stich gelassen hatte und ins sichere Brindisi geflohen war, statt sich ihren Aufgaben im besetzten Rom zu stellen. Ursprünglich sollte die Verfassunggebende Versammlung über das Schicksal der Monarchie beschließen. Letztendlich wurde aber dem Volk die Entscheidung überlassen.
Nach Ausrufung der Republik musste die Königsfamilie ins Exil gehen. Die 13. Übergangsbestimmung der italienischen Verfassung untersagte lange Zeit den ehemaligen Königen des Hauses Savoyen, ihren Ehefrauen und ihren männlichen Nachkommen die Einreise ins und den Aufenthalt auf dem Staatsgebiet.
Im Jahr 2002 wurde auf Initiative der Alleanza Nazionale ein Verfassungsänderungsgesetz verabschiedet, das diese Bestimmung aufhob und den Mitgliedern des ehemaligen Königshauses seitdem das Wahlrecht zuspricht sowie den Zugang zu öffentlichen Ämtern ermöglicht. Ansprüche auf ihr früheres Vermögen bleiben den Mitgliedern des Hauses Savoyen aber weiterhin verwehrt.

## Ursprung der italienischen Republik

### Referendum

Volksabstimmung vom 2. Juni 1946

Am 2. Juni 1946 wurden die Italiener zum Referendum über die Staatsform und zu den Wahlen zur Verfassunggebenden Versammlung aufgerufen.
Wahlberechtigt waren 28.005.449 italienische Bürger, von denen 24.946.878 zur Wahl gingen, was 89,1 % der Wahlberechtigten entsprach. Zum ersten Mal durften auch Frauen wählen. Das amtliche Ergebnis wurde am 18. Juni 1946 vom Kassationsgerichtshof verkündet:
- 12.718.641 Stimmen (54,27 %) für die Republik
- 10.718.502 Stimmen (45,73 %) für die Monarchie
- 1.509.735 Stimmen (6,44 %) waren ungültig (davon 1.146.729 leere Stimmzettel).[2]

Hinsichtlich der regionalen Mehrheitsverhältnisse war Italien praktisch in zwei Lager gespalten: Im Norden hatte die Republik mit 66,2 % gewonnen, im Süden dagegen kam die Monarchie auf 63,8 %.
| Region              | Republik   | Republik | Monarchie  | Monarchie | Gesamt     |
| Region              | Stimmen    | %        | Stimmen    | %         | Gesamt     |
| ------------------- | ---------- | -------- | ---------- | --------- | ---------- |
| Piemont             | 1.244.373  | 57,1     | 936.081    | 42,9      | 2.180.454  |
| Ligurien            | 633.821    | 69,0     | 284.116    | 31,0      | 917.937    |
| Lombardei           | 2.284.580  | 64,1     | 1.279.748  | 35,9      | 3.564.328  |
| Trentino            | 192.123    | 85,0     | 33.903     | 15,0      | 226.026    |
| Venetien und Friaul | 1.391.419  | 59,3     | 955.770    | 40,7      | 2.347.189  |
| Emilia-Romagna      | 1.526.677  | 77,0     | 455.524    | 23,0      | 1.982.201  |
| Toskana             | 1.281.083  | 71,6     | 507.492    | 28,4      | 1.788.575  |
| Marken              | 499.566    | 70,1     | 212.925    | 29,9      | 712.491    |
| Umbrien             | 298.196    | 71,9     | 116.321    | 28,1      | 414.517    |
| Latium              | 749.705    | 48,6     | 792.328    | 51,4      | 1.542.033  |
| Abruzzen und Molise | 347.650    | 43,1     | 459.249    | 56,9      | 806.899    |
| Kampanien           | 438.492    | 23,5     | 1.426.392  | 76,5      | 1.864.884  |
| Apulien             | 467.781    | 32,7     | 960.849    | 67,3      | 1.428.630  |
| Basilicata          | 108.289    | 40,6     | 158.345    | 59,4      | 266.634    |
| Kalabrien           | 338.959    | 39,7     | 514.344    | 60,3      | 853.303    |
| Sizilien            | 709.735    | 35,3     | 1.303.560  | 64,7      | 2.013.295  |
| Sardinien           | 206.192    | 39,1     | 321.555    | 60,9      | 527.747    |
| ITALIEN             | 12.718.641 | 54,3     | 10.718.502 | 45,7      | 23.437.143 |

Es votierten mehrheitlich für den Erhalt der Monarchie der Savoyen: Latium, Abruzzen, Molise, Kampanien (Spitzenwert von 76,5 %), Apulien, Basilikata, Kalabrien, Sizilien und Sardinien. Die königliche Familie hielt sich damals in Neapel auf, dazu passt der Spitzenwert für die Monarchie in der Region Kampanien.
Mehrheiten für die Republik gab es in: Piemont, Aostatal, Ligurien, Lombardei, Trentino (Spitzenwert von 85 %), Venetien, Emilia-Romagna, Toskana, Umbrien und Marken. Beinahe drei Millionen Italiener konnten am Referendum nicht teilnehmen: italienische Kriegsgefangene; Italiener in den Kolonien; Einwohner der Provinzen Bozen-Südtirol, Triest und Görz, deren völkerrechtlicher Status noch nicht geklärt war, sowie 300.000 Flüchtlinge aus Julisch-Venetien (Istrien und ein Teil Dalmatiens, die an Jugoslawien gefallen waren). Der Spitzenwert für die Republik im Trentino hängt wohl mit dem führenden Republikaner, dem damaligen Ministerpräsidenten Alcide De Gasperi, zusammen.
König Umberto II., auch Re di Maggio („Maikönig“) genannt, da er eigentlich nur im Mai 1946 König war, ging am 13. Juni 1946 ins Exil.
Der 2. Juni ist als Fest der Republik (Festa della Repubblica) nationaler Feiertag in Italien.

### Wahlen zur Verfassungsgebenden Versammlung
Statt der eigentlich vorgesehenen 573 Abgeordneten wurden 556 gewählt, weil jene einiger Provinzen (Bozen, Triest, Görz) noch fehlten.
Die Wahlergebnisse:
| Partei                         | Stimmen (%) | Sitze |
| ------------------------------ | ----------- | ----- |
| Democrazia Cristiana           | 35,18       | 207   |
| Partito Socialista             | 20,72       | 115   |
| Partito Comunista              | 18,97       | 104   |
| Unione Democratica Nazionale   | 6,79        | 41    |
| Fronte dell’Uomo Qualunque     | 5,28        | 30    |
| Partito Repubblicano           | 4,37        | 23    |
| Blocco Nazionale della Libertà | 2,77        | 16    |
| Partito d’Azione               | 1,46        | 7     |
| Andere                         | 4,46        | 13    |

## Verfassung
Die italienische Verfassung,

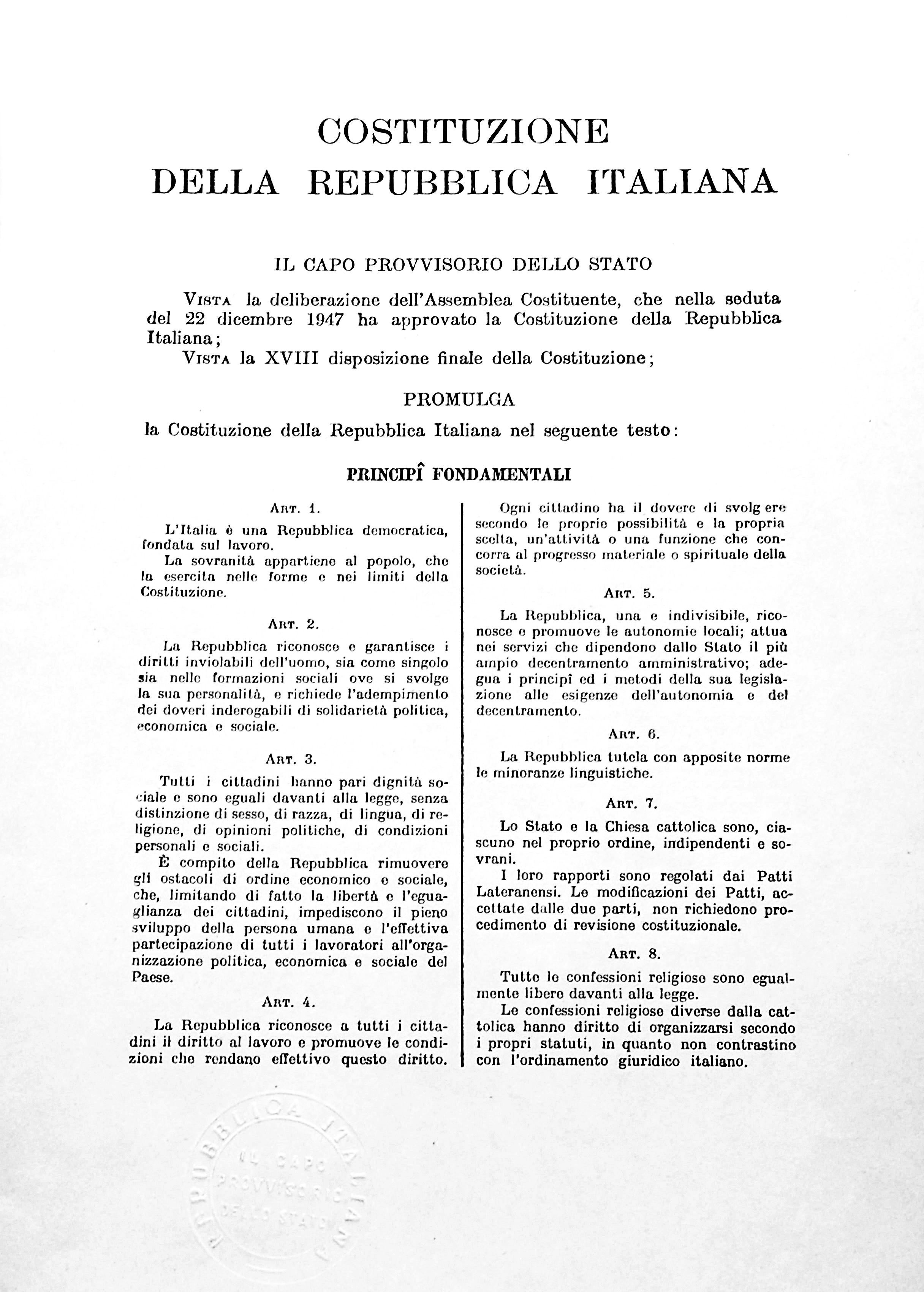
Eines der drei Originale der Verfassung der italienischen Republik, aufbewahrt im historischen Archiv der Präsidentschaft der Republik.

Originalbezeichnung La Costituzione della Repubblica Italiana, wurde am 22. Dezember 1947 beschlossen, trat am 1. Januar 1948 in Kraft und ist geprägt durch einen Kompromisscharakter, der aus der unmittelbaren Nachkriegsgeschichte herrührt: Aus der Erfahrung des gemeinsamen Widerstandskampfes gegen den Faschismus („Resistenza“) entschlossen sich die im „Nationalen Befreiungskomitee“ zusammengeschlossenen antifaschistischen (liberale, sozialistische, kommunistische und katholisch geprägte) Parteien, gemeinsam die neue Verfassung auszuarbeiten.
Besonderheiten der italienischen Verfassung sind
- die zentrale Rolle, die dem Parlament (Zweikammersystem, bicameralismo perfetto) zugestanden wird;
- die vergleichsweise geringen formalen Einflussmöglichkeiten des Ministerpräsidenten;
- die starke Betonung plebiszitärer Elemente (Verfassungsänderungen müssen eventuell durch Referendum bestätigt werden, außerdem besteht für die Bürger die Möglichkeit, von Volksabstimmungen und Gesetzesinitiative Gebrauch zu machen);
- der mächtige Verfassungsgerichtshof;
- die Dezentralisierung im Zuge von Reformen in den 1990er und Anfang der 2000er Jahre.

## Staatsaufbau
Die Verfassungsorgane entsprechen im Wesentlichen denen in anderen westlichen Demokratien.

### Die fünf höchsten Ämter
Die fünf höchsten Amtsträger der italienischen Republik sind, angefangen beim höchsten Amt (siehe auch Protokollarische Rangordnung in Italien):
- der Präsident der Italienischen Republik (Staatspräsident),
- der Präsident des Senats,
- der Präsident der Abgeordnetenkammer,
- der Präsident des Ministerrates (Ministerpräsident)

und
- der Präsident des Verfassungsgerichtshofes.

Die höchsten Staatsämter bekleiden zurzeit (Oktober 2022):
- Sergio Mattarella (Staatspräsident),
- Ignazio La Russa (Senat),
- Lorenzo Fontana (Abgeordnetenkammer),
- Giorgia Meloni (Ministerpräsidentin),
- Silvana Sciarra (Verfassungsgerichtshof).[6]

### Staatsoberhaupt

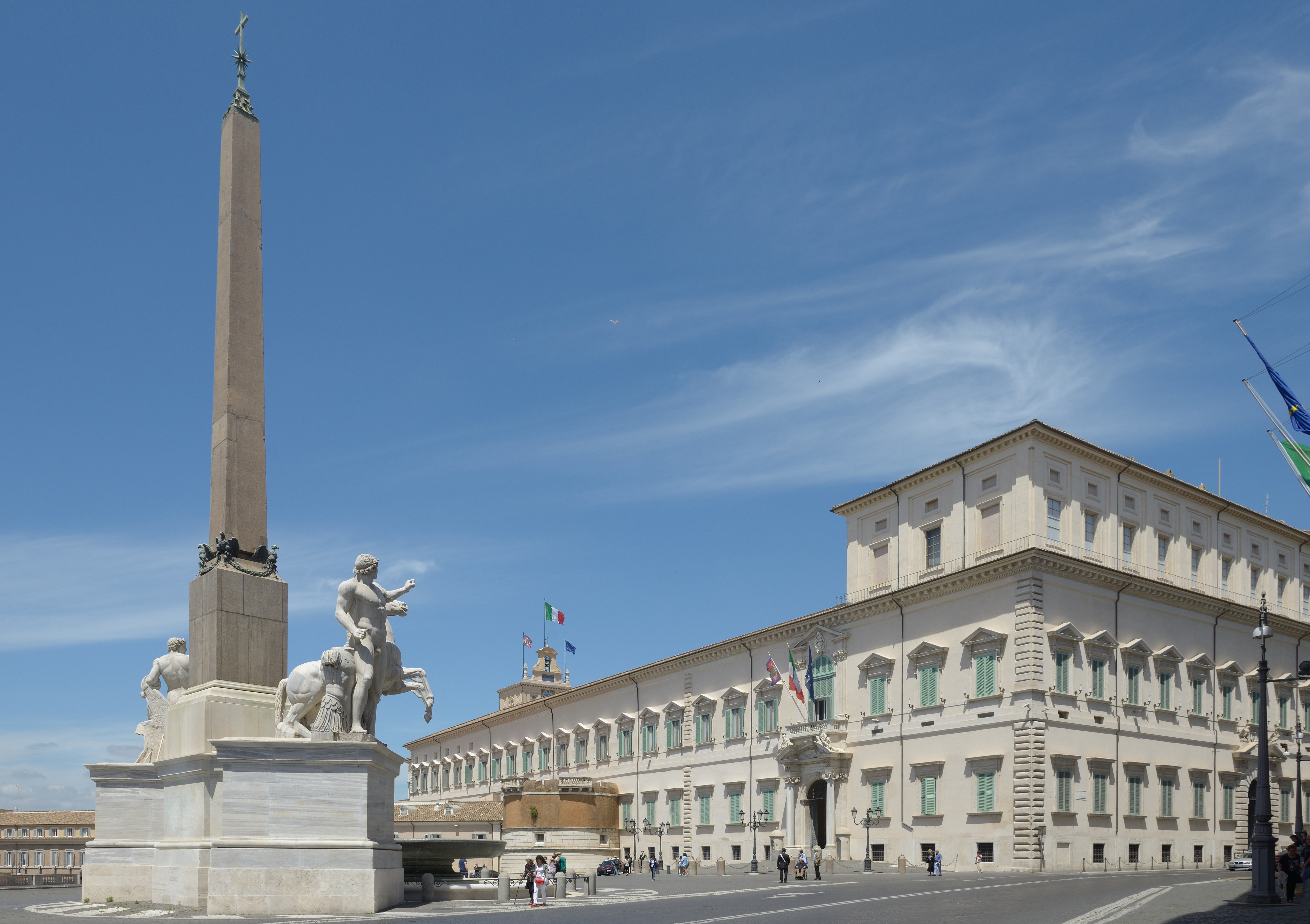
Der Quirinalspalast, Rom,
Sitz des Präsidenten der Republik

Staatsoberhaupt ist in Italien der Staatspräsident (eigentlich: Präsident der Republik, italienisch: Presidente della Repubblica).
Laut Verfassungsnorm nimmt er vorwiegend repräsentative Funktionen wahr, beteiligt sich an der Regierungsbildung und ist Oberbefehlshaber über die Streitkräfte. In der Verfassungswirklichkeit kommt ihm nicht selten eine entscheidende Rolle bei der Bewältigung von Regierungskrisen zu, die in der Italienischen Republik in der zweiten Hälfte des 20. Jahrhunderts wesentlich häufiger waren als in anderen europäischen Ländern.
Seine wichtigste Befugnis ist die Auflösung des Parlaments (einer Kammer oder beider). Er darf diese aber in den letzten sechs Monaten seines Mandats (sog. weißes Semester, italienisch semestre bianco) nicht ausüben, es sei denn, sie stimmen mit den letzten sechs Monaten der Legislaturperiode zur Gänze oder zum Teil überein.
Eine weitere wichtige Funktion steht ihm in Zusammenhang mit der Gesetzgebung vor. Da jedes Gesetz vor seiner Verkündung die Unterzeichnung des Staatspräsidenten benötigt, kann er zumindest vorläufig dessen Inkrafttreten verhindern. Wenn das Parlament das Gesetz nämlich erneut billigt, zwingt ihn die italienische Verfassung, dieses zu unterzeichnen. Ein echtes Veto-Recht besitzt er also nicht.
Der Staatspräsident wird von den vereinigten Kammern des Parlaments (parlamento in seduta comune) und Vertretern der 20 Regionen gewählt: drei pro Region, mit Ausnahme des Aostatals, das nur einen Vertreter entsenden darf. Die Wahl des Präsidenten findet durch geheime Abstimmung mit Zweidrittelmehrheit der Versammlung statt. Nach dem dritten Wahlgang genügt die absolute Mehrheit. Gewählt werden kann jeder Staatsbürger, der das 50. Lebensjahr vollendet hat.
Die Amtsdauer des Präsidenten beträgt sieben Jahre, eine Wiederwahl ist rechtlich möglich, aber bis 2013 hat kein Präsident für eine zweite Amtszeit kandidiert: Bedingt durch die schwierigen Mehrheitsverhältnisse nach den italienischen Wahlen 2013 kandidierte Giorgio Napolitano erneut und wurde in seinem Amt bestätigt, trat sodann in 2015 zurück. Auch sein Nachfolger Sergio Mattarella wurde am 29. Januar 2022 für eine zweite Amtszeit wiedergewählt.
Die Befugnisse des Präsidenten der Republik werden in jedem Fall, in dem er sie nicht wahrnehmen kann, vom Präsidenten des Senats ausgeübt.
Erste Staatsoberhäupter unmittelbar nach Abschaffung der Monarchie, aber vor Inkrafttreten der neuen Verfassung (deshalb nur provisorisch) wurden Alcide De Gasperi und Enrico de Nicola; amtierender Präsident ist Sergio Mattarella.

#### Präsidenten der Republik seit 1946
| N.   |   | Präsident            | Wahlgang        | von               | bis                | Partei                                  |
| ---- | - | -------------------- | --------------- | ----------------- | ------------------ | --------------------------------------- |
|      |   | Alcide De Gasperi 1  |                 | 12. Juni 1946     | 1. Juli 1946       | Democrazia Cristiana                    |
| I    |   | Enrico de Nicola 2   | 1               | 1. Juli 1946      | 12. Mai 1948       | Partito Liberale Italiano               |
| II   |   | Luigi Einaudi        | 4               | 12. Mai 1948      | 11. Mai 1955       | Partito Liberale Italiano               |
| III  |   | Giovanni Gronchi     | 4               | 11. Mai 1955      | 11. Mai 1962       | Democrazia Cristiana                    |
| IV   |   | Antonio Segni        | 9               | 11. Mai 1962      | 6. Dezember 1964 3 | Democrazia Cristiana                    |
| V    |   | Giuseppe Saragat     | 21              | 29. Dezember 1964 | 29. Dezember 1971  | Partito Socialista Democratico Italiano |
| VI   |   | Giovanni Leone       | 23              | 29. Dezember 1971 | 15. Juni 1978      | Democrazia Cristiana                    |
| VII  |   | Alessandro Pertini   | 16              | 9. Juli 1978      | 29. Juni 1985      | Partito Socialista Italiano             |
| VIII |   | Francesco Cossiga    | 1               | 3. Juli 1985      | 28. April 1992     | Democrazia Cristiana                    |
| IX   |   | Oscar Luigi Scalfaro | 16              | 28. Mai 1992      | 15. Mai 1999       | Democrazia Cristiana                    |
| X    |   | Carlo Azeglio Ciampi | 1               | 18. Mai 1999      | 10. Mai 2006       | Parteilos                               |
| XI   |   | Giorgio Napolitano   | 4               | 10. Mai 2006      | 20. April 2013     | Partito Democratico                     |
| XI   | 6 | Giorgio Napolitano   | 20. April 2013  | 14. Januar 2015 3 |                    | Partito Democratico                     |
| XII  |   | Sergio Mattarella    | 4               | 3. Februar 2015   | 29. Januar 2022    | Parteilos                               |
| XII  | 8 | Sergio Mattarella    | 29. Januar 2022 | -                 |                    | Parteilos                               |

### Legislative

#### Parlament

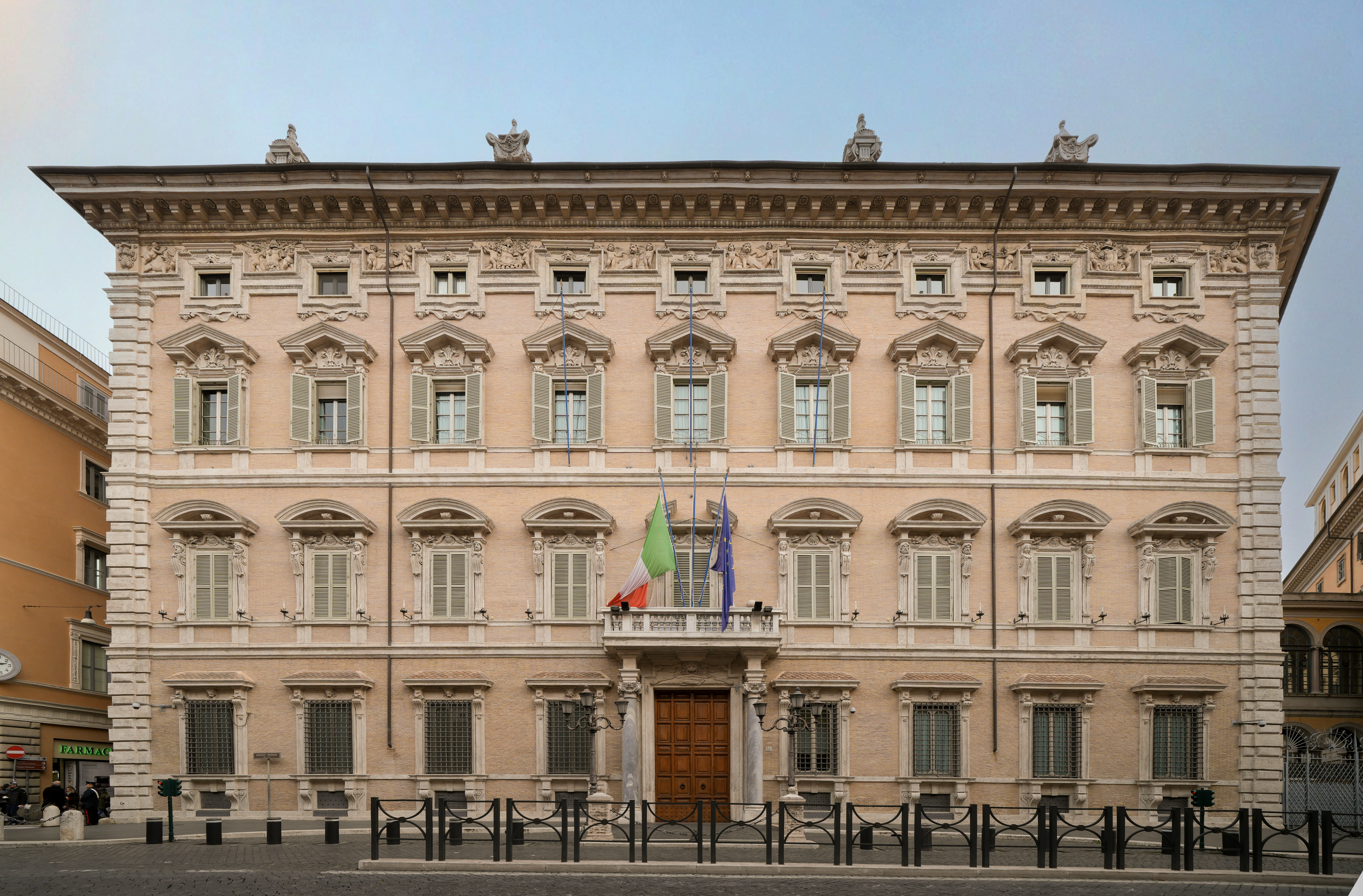
Palazzo Madama, Rom, Sitz des italienischen Senats

Das italienische Parlament besteht aus zwei Kammern: dem Senat (Senato della Repubblica) und der Abgeordnetenkammer (Camera dei deputati). Beide Kammern sind im Gesetzgebungsverfahren absolut gleichberechtigt und unterscheiden sich nur hinsichtlich Anzahl, Zusammensetzung und Wahlmodus ihrer Mitglieder. Beide Kammern tagen unabhängig voneinander. In jeder Kammer gibt es ständige Ausschüsse und Sonderkommissionen, die ebenfalls unabhängig voneinander sind.
Die Abgeordnetenkammer ist die größere Parlamentskammer, deren Vertreter alle fünf Jahre gewählt werden. Sie besteht aus 400 Abgeordneten (darunter acht Vertreter der Auslandsitaliener).
Dem Senat der Republik gehören 200 gewählte Senatoren (darunter vier für Auslandsitaliener) an. Sie werden ebenfalls (gleichzeitig mit den Abgeordneten) auf fünf Jahre gewählt, allerdings nicht auf nationaler Ebene, sondern auf regionaler Basis. Jede der 20 Regionen stellt eine festgelegte Anzahl an Senatoren, die je nach Bevölkerungszahl in der Region variiert.
Hinzu kommen maximal fünf vom Staatspräsidenten ernannte Senatoren auf Lebenszeit. Zudem sind auch die Staatspräsidenten nach dem Ende ihrer Amtszeit von Rechts wegen Senatoren auf Lebenszeit. Zurzeit (Oktober 2022) sitzen im Parlament sechs Senatoren auf Lebenszeit, davon fünf vom Staatspräsidenten ernannte Senatoren und ein ehemaliger Staatspräsident.
Vor einer Verfassungsreform (2020), die in einer Volksabstimmung bestätigt wurde und mit den Parlamentswahlen 2022 in Kraft trat, zählte die Abgeordnetenkammer 630, der Senat 315 gewählte Volksvertreter.

#### Parlament in gemeinsamer Sitzung

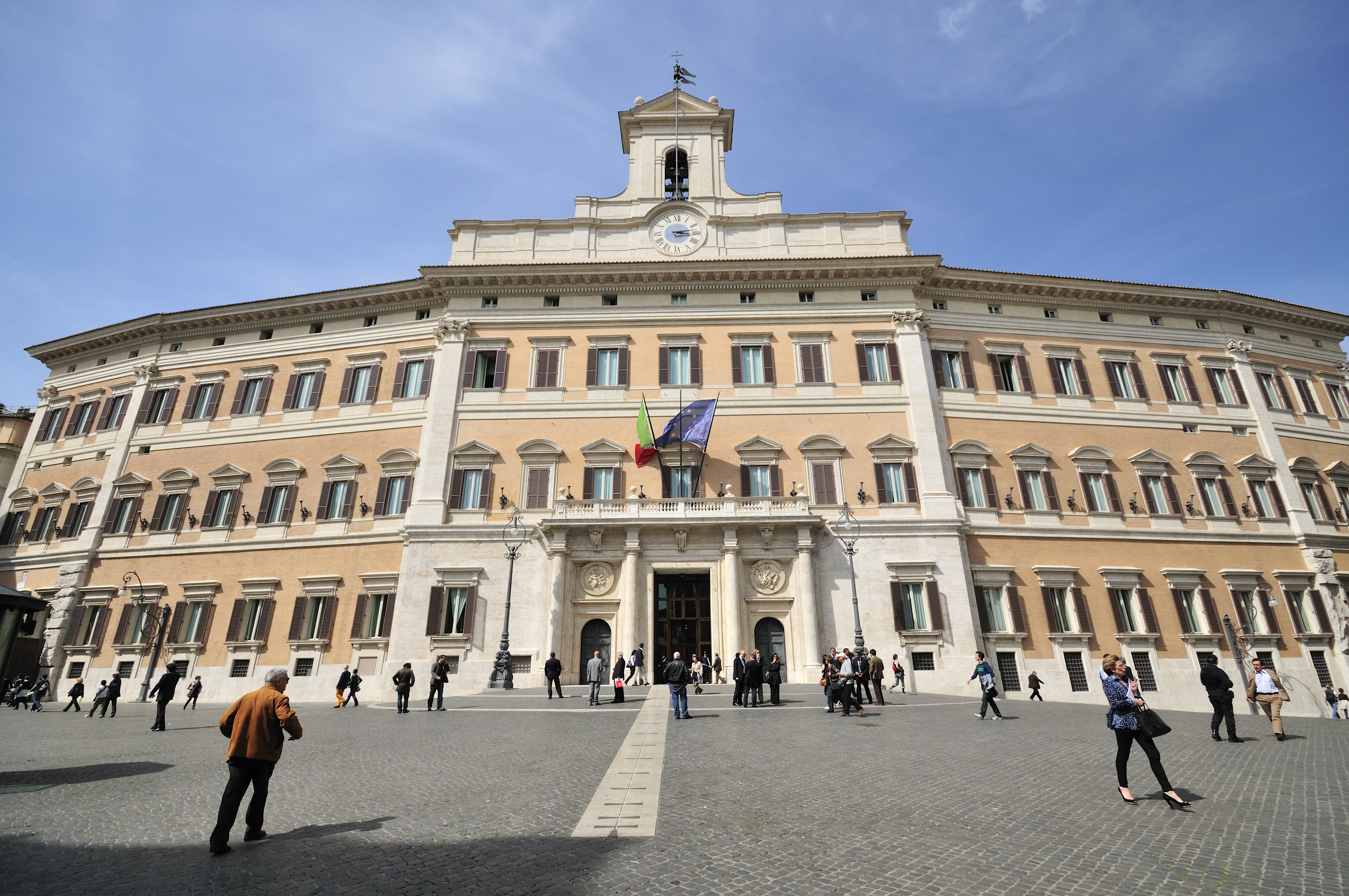
Palazzo Montecitorio, Rom, Sitz der Abgeordnetenkammer

Ausnahmsweise versammeln sich Abgeordnete und Senatoren in gemeinsamer Sitzung. Die Versammlung findet im Palazzo Montecitorio, dem Sitz der Abgeordnetenkammer, statt. Den Vorsitz des „Parlaments in gemeinsamer Sitzung“ (Parlamento in seduta comune) führt dementsprechend der Präsident der Abgeordnetenkammer. Die italienische Verfassung sieht genau vor, wann das Parlament zur gemeinsamen Versammlung einberufen wird:
- Wahl des Präsidenten der Republik; in diesem Fall wird das Gremium um die Vertreter der Regionen erweitert (erforderliches Quorum: Zweidrittelmehrheit in den ersten drei Wahlgängen, danach absolute Mehrheit)
- Wahl von fünf der fünfzehn Verfassungsrichter (erforderliches Quorum: Zweidrittelmehrheit in den ersten drei Wahlgängen, danach Dreifünftelmehrheit)
- Wahl von einem Drittel der Mitglieder des Obersten Rates der Gerichtsbarkeit (erforderliches Quorum: Zweidrittelmehrheit in den ersten drei Wahlgängen, danach Dreifünftelmehrheit)
- Wahl der Laienrichter für das Anklageverfahren gegen den Präsidenten der Republik (alle neun Jahre wird ein Verzeichnis mit 45 Laienrichtern zusammengestellt; im Falle einer Anklageerhebung werden dann 16 Namen ausgelost)
- Eidesleistung des Präsidenten der Republik
- Anklageerhebung gegen den Präsidenten der Republik

#### Ordentliche Gesetzgebung
Die staatliche Gesetzgebung steht in Italien zuallererst dem nationalen Parlament zu.
Ein Initiativrecht hat jeder einzelne Abgeordnete bzw. Senator, die Regierung als Ganzes, das Volk (50.000 Unterschriften), die Regionalräte, und in sozialen und wirtschaftlichen Bereichen der CNEL (Der Italienische Rat für Wirtschaft und Arbeit).
Jedes Gesetz bedarf der Zustimmung beider Kammern, ein formelles Vermittlungsverfahren ist nicht vorgesehen. Der Staatspräsident muss zudem jedes Gesetz unterzeichnen, bevor es in Kraft treten kann.
Da beide Kammern denselben Gesetzestext verabschieden müssen, zieht sich ein normales Gesetzgebungsverfahren oftmals in die Länge. Nach jeder Änderung, die eine der Kammern an einem Entwurf verabschiedet, muss der geänderte Entwurf der jeweils anderen Kammer zur Abstimmung vorgelegt werden. Verabschiedet diese wiederum das Gesetz nur mit Änderungen, müssen auch diese Änderungen durch eine neue Beratung und Abstimmung in der vorherigen Kammer bestätigt werden. Auf diese Art und Weise ist es möglich, dass einzelne Entwürfe jahrelang zwischen den beiden Parlamentskammern hin und her geschoben werden, bevor sie in Kraft treten können. Gesetze können nicht nur vom Plenum verabschiedet werden, sondern ausnahmsweise auch von den ständigen Kommissionen.
Daher tritt dieses reguläre Gesetzgebungsverfahren auf staatlicher Ebene in den Hintergrund. Stattdessen werden in Italien vielfach Akte mit Gesetzeskraft (atti con forza di legge) von der Regierung erlassen, die zweier Art sind:
- Gesetzesdekrete, (decreti-legge; den deutschen Notverordnungen nur bedingt ähnlich): Die Regierung kann „in Fällen außergewöhnlicher Notwendigkeit“ ein Dekret erlassen und dieses nachträglich durch das Parlament in ein Gesetz umwandeln lassen (Art. 77). Das Parlament muss das Dekret innerhalb von 60 Tagen in dieser Form ratifizieren. Kommt es nicht zur Ratifizierung durch das Parlament, verliert das Dekret rückwirkend seine Wirksamkeit. In der Rechtsetzungspraxis wird die Dringlichkeitsverordnung regelmäßig zweckentfremdend und sanktionslos missbraucht, da die tatbestandsmäßige außergewöhnliche Notwendigkeit nicht gegeben ist.
- Gesetzesvertretende oder Legislativ-Dekrete gelegentlich auch Ermächtigungsverordnung genannt (decreti legislativi): Das Parlament erlässt ein Ermächtigungsgesetz (legge delega) und beauftragt die Regierung mit der Ausarbeitung eines Dekrets (Art. 76). Hauptanwendungsbereich dieses Rechtsetzungsprozesses sind technisch komplexe Sachbereiche. Das Dekret muss jedoch, bei sonstiger Verfassungswidrigkeit, den Grundsätzen und Richtlinien der Ermächtigung entsprechen, sich auf die dort bestimmten Gegenstände beschränken und innerhalb der im Ermächtigungsgesetz bestimmten Zeit verabschiedet werden. In der Rechtsquellenhierarchie sind diese Dekrete gleichrangig zu den Gesetzen. Die Durchführungsbestimmungen der Sonderstatuten der Autonomen Regionen und Provinzen besitzen ebenfalls die Form eines Gesetzesvertretenden Dekrets. Die Ermächtigung ist in diesem Fall direkt in den Sonderstatuen enthalten, der Erlass muss übrigens von einer sog. paritätischen Kommission gebilligt werden. In der Rechtsquellenhierarchie stehen diese Dekrete unter der Verfassungsebene aber über der einfachen Gesetzesebene.

Diese Dekrete sind Gesetze im materiellen Sinne (leggi materiali), im Unterschied zu den formellen Gesetzen (leggi formali), die vom Parlament beschlossen werden. Weil die Dekrete den Gesetzen des Parlamentes gleichstellt sind, können sie die parlamentarischen Gesetze, mit einigen Ausnahmen, nach den gängigen Derogationsprinzipien abändern und aufheben. Deshalb sind diese Dekrete nicht mit den Verordnungen auf Verwaltungsebene zu verwechseln: letztere stehen immer unter den Gesetzen, können diese nicht beeinträchtigen und sind nicht der Legislative, sondern der Exekutive zuzuordnen. Die Verordnungen (regolamenti) werden auf staatlicher Ebene von der Regierung oder von einzelnen Ministern, auf regionaler Ebene von den zuständigen Organen erlassen; auch die Provinzen und die Gemeinden sowie sämtliche Verwaltungen verfügen über die Verordnungsgewalt. Verordnungen dienen hauptsächlich der Ausführung von Gesetzen, ihrer Präzisierung und Komplettierung. Hauptanwendungsbereich ist die öffentliche Verwaltung.
Die Gesetzgebungsbefugnis steht in Italien neben dem Staat auch den Regionen zu. In den Regionen wird die Gesetzgebungsgewalt von den Regionalräten (die regionalen Parlamente) ausgeübt. Die zwei autonomen Provinzen, Südtirol und Trentino, nehmen im italienischen Verfassungssystem eine Sonderstellung ein und sind den Regionen gleichgestellt: Auch sie sind mit Gesetzgebungsbefugnissen ausgestattet, die von den jeweiligen Landtagen ausgeübt werden.

#### Gesetzgebungsbefugnis (nach Sachgebieten)

##### Ausschließliche Gesetzgebung des Staates
In Anlehnung an die föderalistischen Auffassung der enumerated powers zählt die italienische Verfassung seit 2001 jene Bereiche auf, in denen dem Gesamtstaat die ausschließliche Gesetzgebungsbefugnis zusteht:
- a) Außenpolitik und internationale Beziehungen des Staates; Beziehungen des Staates mit der Europäischen Union; Asylrecht und rechtliche Stellung der Bürger von Staaten, die nicht der Europäischen Union angehören;
- b) Einwanderung;
- c) Beziehungen zwischen der Republik und den religiösen Bekenntnissen;
- d) Verteidigung und Streitkräfte; Sicherheit des Staates; Waffen, Munition und Sprengstoffe;
- e) Währung, Schutz der Spartätigkeit und Kapitalmärkte; Schutz des Wettbewerbs; Währungssystem; Steuersystem und Rechnungswesen des Staates; Harmonisierung der öffentlichen Haushalte; Finanzausgleich;
- f) Organe des Staates und entsprechende Wahlgesetze; staatliche Referenden; Wahl zum Europäischen Parlament;
- g) Aufbau und Organisation der Verwaltung des Staates und der gesamtstaatlichen öffentlichen Körperschaften;
- h) öffentliche Ordnung und Sicherheit, mit Ausnahme der örtlichen Verwaltungspolizei;
- i) Staatsbürgerschaft, Personenstand- und Melderegister;
- l) Gerichtsbarkeit und Verfahrensvorschriften; Zivil- und Strafgesetzgebung; Verwaltungsgerichtsbarkeit;
- m) Festsetzung der wesentlichen Leistungen im Rahmen der bürgerlichen und sozialen Grundrechte, die im ganzen Staatsgebiet gewährleistet sein müssen;
- n) allgemeine Bestimmungen über den Unterricht;
- o) Sozialvorsorge;
- p) Wahlgesetzgebung, Regierungsorgane und grundlegende Aufgaben der Gemeinden, Provinzen und Metropolitanstädte;
- q) Zoll, Schutz der Staatsgrenzen und internationale vorbeugende Maßnahmen;
- r) Gewichte, Maße und Festsetzung der Zeit; Koordinierung der statistischen Information und informatische Koordinierung der Daten der staatlichen, regionalen und örtlichen Verwaltung; Geisteswerke;
- s) Umwelt-, Ökosystem- und Kulturgüterschutz.

##### Rahmengesetzgebung

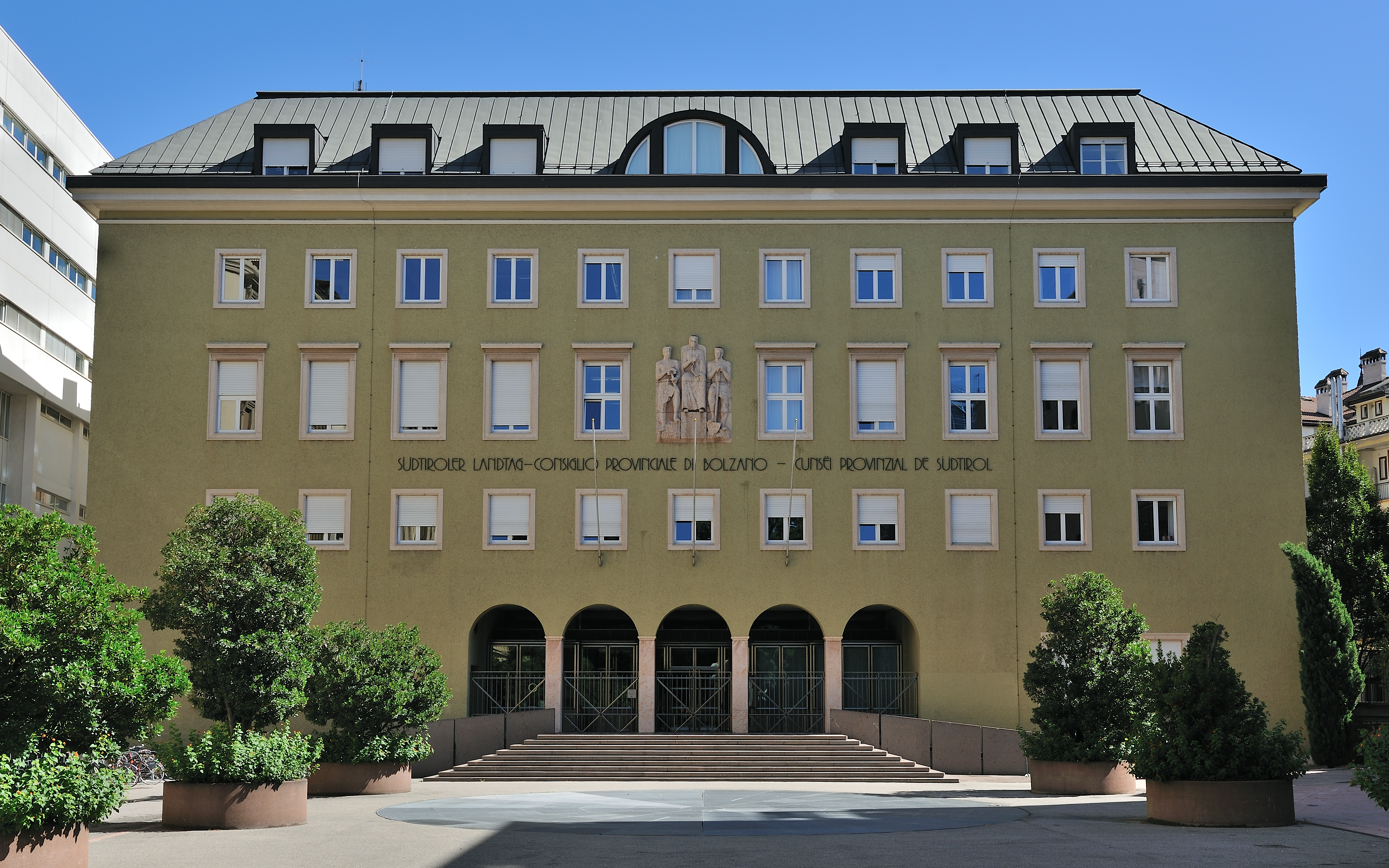
Gebäude des Südtiroler Landtags in Bozen

In den Bereichen der Rahmengesetzgebung legt der Staat die wesentlichen Grundsätze eines Sachgebietes per Gesetz, das den Namen Rahmengesetz (legge cornice) trägt, fest. Jede einzelne Region bzw. autonome Provinz ist befugt, diese Grundsätze durch eigene Gesetze weiterzuentwickeln und zu präzisieren und somit den eigenen Bedürfnissen anzupassen. Die Gesetze der Regionen bzw. autonomen Provinzen enthalten sogenannte Detailnormen (norme di dettaglio). Weil der Staat zumeist keine einschlägigen Rahmengesetze erlassen hat, beziehen sich die Gesetze der Regionen bzw. autonomen Provinzen auf die allgemeinen Grundsätze eines Sachgebietes, die aus den verschiedensten staatlichen Rechtsnormen abgeleitet werden können. Diese Unschärfen führen zu zahlreichen Streitigkeiten vor dem Verfassungsgerichtshof.
Im Italienischen wird die Rahmengesetzgebung als competenza concorrente bezeichnet. Diese entspricht aber nicht der konkurrierenden Gesetzgebung der Bundesrepublik Deutschland, sondern der im deutschen Rechtssystem nunmehr abgeschafften Rahmengesetzgebung. Zu den Bereichen der Rahmengesetzgebung in Italien gehören:
- Die internationalen Beziehungen der Regionen und ihre Beziehungen zur Europäischen Union;
- Außenhandel;
- Arbeitsschutz und -sicherheit;
- Unterricht, unbeschadet der Autonomie der Schuleinrichtungen und unter Ausschluss der theoretischen und praktischen Berufsausbildung;
- Berufe;
- wissenschaftliche und technologische Forschung und Unterstützung der Innovation der Produktionszweige;
- Gesundheitsschutz;
- Ernährung;
- Sportgesetzgebung;
- Zivilschutz;
- Raumordnung;
- Häfen und Zivilflughäfen;
- große Verkehrs- und Schifffahrtsnetze;
- Regelung des Kommunikationswesens;
- Produktion, Transport und gesamtstaatliche Verteilung von Energie; Ergänzungs- und Zusatzvorsorge;
- Koordinierung der öffentlichen Finanzen und des Steuersystems;
- Aufwertung der Kultur- und Umweltgüter und Förderung und Organisation kultureller Tätigkeiten;
- Sparkassen;
- Landwirtschaftsbanken, Kreditinstitute regionalen Charakters;
- Körperschaften für Boden- und Agrarkredit regionalen Charakters.

##### Gesetzgebung der Regionen und der autonomen Provinzen
Den italienischen Regionen bzw. den autonomen Provinzen steht die Gesetzgebungsbefugnis in allen Sachgebieten zu, die nicht ausdrücklich der staatlichen Gesetzgebung vorbehalten sind. Zu den Bereichen der regionalen Gesetzgebungsbefugnis gehören grds.: Transportwesen, Straßennetz, Wasserleitungen und Wasserressourcen, öffentliche Arbeiten von regionalem Interesse, Bauwesen und Urbanistik, Ordnung der regionalen Ämter, lokale Verwaltungspolizei, Sozialdienste, Berufsausbildung, Handel, Industrie, Messen, Tourismus, Handwerk, Steinbrüche und Torfmoore, Land- und Forstwirtschaft, Binnenfischerei, Jagd.
Weitere Bereiche, die der ausschließlichen Gesetzgebungsbefugnis (competenza esclusiva) der Regionen bzw. autonomen Provinzen zugeordnet sind, sind in den sogenannten Sonderstatuten der autonomen Regionen vorgesehen.
Die nach dem Wortlaut der Verfassung bzw. der Sonderstatuten weitreichenden Befugnisse der Regionen und autonomen Provinzen werden vom Verfassungsgerichtshof restriktiv ausgelegt. Hingegen werden die Befugnisse des Staates sehr extensiv ausgelegt, etwa die dem Staat vorbehaltene Festsetzung der wesentlichen Leistungen im Rahmen der bürgerlichen und sozialen Grundrechte, die im ganzen Staatsgebiet gewährleistet sein müssen, der Umweltschutz, der Schutz des Wettbewerbs, die Zivilgesetzgebung. Diese stellen nach der Rechtsprechung des Verfassungsgerichtshofs sogenannte Querschnittskompetenzen (competenze trasversali) dar, die es dem Staat ermöglichen, auch in Bereiche vorzudringen, die auf den ersten Blick den Regionen oder autonomen Provinzen vorbehalten wären.

#### Gesetzgebung auf Verfassungsebene
Gesetze zur Änderung der Verfassung (Verfassungsänderungsgesetze, leggi di riforma costituzionale) und sonstige Verfassungsgesetze (leggi costituzionali) werden von den Kammern mit jeweils zwei Abstimmungen, zwischen denen mindestens drei Monate liegen müssen, verabschiedet.
Wird ein Verfassungs(änderungs)gesetz bei der zweiten Abstimmung sowohl von der Abgeordnetenkammer als auch vom Senat mit einer Zweidrittelmehrheit abgesegnet, tritt es unmittelbar in Kraft. Anderenfalls kann eine Volksabstimmung erforderlich sein.
Die republikanische Staatsform darf nicht Gegenstand einer Verfassungsreform sein.

#### Volksabstimmungen und Volksbefragungen
Auf staatlicher Ebene gibt es folgende Referenda:
Das „abrogative bzw. aufhebende Referendum“ (referendum abrogativo) hat die Rechtskraft einer verbindlichen Volksabstimmung zum Zwecke der Außerkraftsetzung eines Gesetzes oder einer gesetzesvertretenden Maßnahme mit Gesetzeskraft (Gesetzes- oder Legislativ-Dekret) oder eines Teiles derselben:
- Die Außerkraftsetzung ist einer Volksabstimmung zu unterziehen, wenn dies von fünfhunderttausend Wählern oder von fünf Regionalräten verlangt wird.
- Bei Steuer- und Haushaltsgesetzen sowie bei Gesetzen, die eine Amnestie, einen Straferlass oder die Ermächtigung zum Abschluss völkerrechtlicher Verträge zum Gegenstand haben, ist eine Volksabstimmung unzulässig.
- Anspruch auf Teilnahme an Volksabstimmungen hat jeder zur Wahl der Abgeordnetenkammer berechtigte Bürger, also jeder 18-jährige Staatsbürger.
- Der zur Volksabstimmung gebrachte Vorschlag gilt dann als angenommen, wenn die Mehrheit der Stimmberechtigten teilnehmen (50 % der Wahlberechtigten + 1 weiterer Wahlberechtigter, sogenanntes Quorum) und die Mehrheit der gültig abgegebenen Stimmen erreicht wird.

Bisher (Stand Februar 2021) fanden 67 aufhebende Referenden statt, die in 23 Fällen mit dem erforderlichen Quorum angenommen wurden, was zu einer Aufhebung der betroffenen Bestimmungen geführt hat.
Das „konsultative bzw. beratende Referendum“ (referendum consultivo) ist eine einfache, unverbindliche Volksbefragung. Nach Art. 132 der Verfassung gibt es davon zwei Arten:
- Nach Anhörung der Regionalräte kann die Zusammenlegung bestehender oder die Bildung neuer Regionen verfügt werden, wobei jede neue Region eine Bevölkerung von mindestens einer Million Einwohner aufweisen muss. Eine solche Neugliederung kann dann erfolgen, wenn eine mindestens ein Drittel der betroffenen Bevölkerung vertretende Anzahl von Gemeinderäten dies verlangt und wenn der Antrag durch Volksbefragung von der Mehrheit der betroffenen Bevölkerung angenommen wird.
- Die Ablösung einer Provinz oder einer Gemeinde von einer Region und ihre Angliederung an eine andere Region können – mit der durch Volksbefragung ausgedrückten Zustimmung der Mehrheit der Bevölkerungen der betroffenen Provinz bzw. Provinzen oder der betroffenen Gemeinde bzw. Gemeinden – auf Verlangen der betroffenen Provinzen und Gemeinden, nach Anhörung der Regionalräte, durch eine Volksbefragung und durch ein Gesetz der Republik zugelassen werden.

Eine solche Befragung fand letztlich am 28. und 29. Oktober 2007 statt: Die Gemeinden Cortina d’Ampezzo, Colle Santa Lucia und Livinallongo del Col di Lana votierten mit 78 % der Stimmen für die Ausgliederung aus der Region Venetien hin zur Autonomen Region Trentino-Südtirol. Das italienische Parlament, welches das letzte Wort in dieser Angelegenheit hat, ist bisher untätig geblieben.
Das „konfirmative bzw. bestätigende Referendum“ (referendum confermativo), auch Verfassungsreferendum (referendum costituzionale) genannt, ist ebenfalls eine Volksabstimmung, deren Ausgang bindend ist:
- Verfassungsänderungsgesetze und sonstige Verfassungsgesetze sind dann einer solchen konfirmativen, d. h. bestätigenden Volksabstimmung zu unterziehen, wenn binnen drei Monaten nach ihrer Veröffentlichung ein Fünftel der Mitglieder einer Kammer oder 500.000 Wähler oder fünf Regionalräte dies begehren.
- Das zur Volksabstimmung gebrachte Verfassungsänderungsgesetz bzw. Verfassungsgesetz wird nur dann verkündet, wenn es die Zustimmung der Mehrheit aller gültig abgegebenen Stimmen erhalten hat. Eine Mindestbeteiligung ist, anders als beim aufhebenden Referendum, nicht erforderlich.
- Einer Volksabstimmung wird nur dann nicht stattgegeben, wenn das Verfassungsänderungsgesetz bzw. Verfassungsgesetz bei der zweiten Abstimmung in den Kammern die Zustimmung von jeweils zwei Dritteln der Mitglieder erhalten hat.

Bisher (Stand Februar 2021) fanden vier Verfassungsreferenden statt, von denen zwei angenommen und zwei abgelehnt wurden:
- Das Referendum vom 7. Oktober 2001 über die weitgehende Regionalisierung Italiens wurde mit 64,21 % Ja-Stimmen angenommen.
- Die von der Regierung Berlusconi befürwortete Verfassungsreform zur Stärkung des Ministerpräsidenten, Einführung des konstruktiven Misstrauensvotums, Umwandlung des Senats in eine Art Bundesrat und zur weitergehenden Föderalisierung wurde 2006 dagegen mehrheitlich abgelehnt (61,29 % Nein-Stimmen).
- Ebenso scheiterte die von der Regierung Renzi 2016 verabschiedete Verfassungsreform, die zu einer tiefgreifenden Reform des Senats und einer Neuverteilung der Kompetenzen zwischen Staat und Regionen zugunsten des Staates führen sollte (59,12 % Nein-Stimmen).
- Das Verfassungsreferendum vom 20. und 21. September 2020 über die Verkleinerung der beiden Kammern des Parlaments wurde mit 69,96 % Ja-Stimmen angenommen.

Weitere Referenda sind auf regionaler und kommunaler Ebene vorgesehen. Sie müssen in den regionalen Statuten oder kommunalen Statuten erlaubt sein. Der Bürgermeister kann jedoch auch unabhängig von einer solchen Vorsehung eine Befragung (consultazione) einberufen.

#### Zusammenfassung: italienische Normenhierarchie
1. Verfassung, Verfassungsänderungsgesetze, Verfassungsgesetze
2. Gesetze (des Staates, der Regionen, der autonomen Provinzen), Dekrete, Aufhebendes Referendum
3. Verordnungen
4. Gebräuche: Das Zivilgesetzbuch lässt Gebräuche nur dann zu, wenn sie von einem Gesetz erwähnt sind (consuetudini secundum legem). Es gelten auch Gebräuche, bei denen es keine Gesetze gibt (consuetudini praeter legem). Es gibt auch Verfassungsgebräuche, etwa bei der Regierungsbildung (siehe unten).

### Exekutive

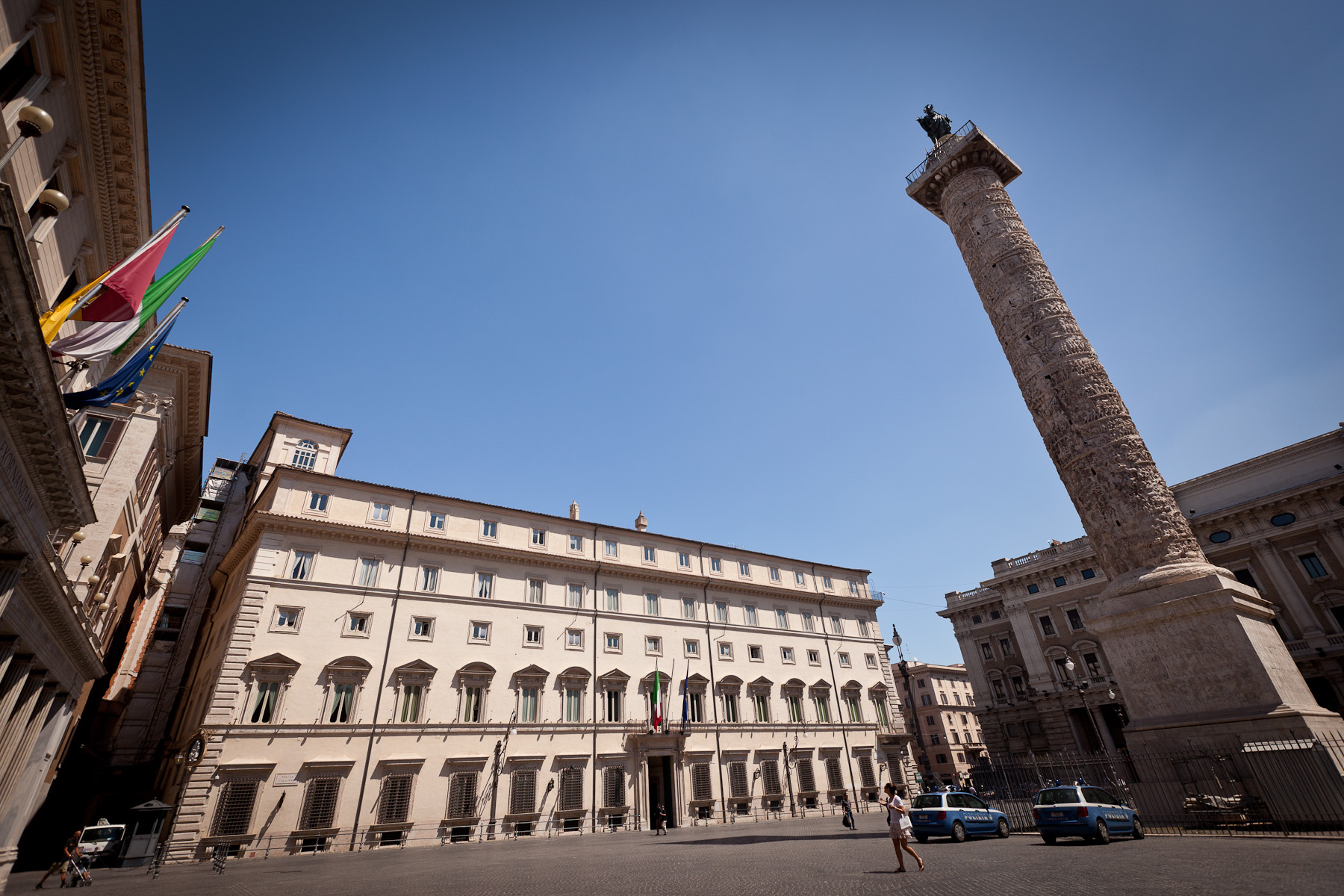
Palazzo Chigi, Rom, Sitz der Regierung

Den Vätern der italienischen Verfassung ging es nach der Erfahrung des Faschismus darum, in der neuen Republik ein möglichst effektives System der gegenseitigen Kontrolle der Verfassungsorgane untereinander zu schaffen. Hieraus resultiert eine relativ schwache Stellung der Regierung in der italienischen Politik.
Offiziell heißt die Regierung Ministerrat (italienisch: consiglio dei ministri oder einfach nur consiglio), der Ministerpräsident firmiert als „Präsident des Ministerrats“, auf Italienisch also presidente del consiglio (dei ministri). Spricht man nur vom „Präsidenten“, kann damit also sowohl der Staatspräsident als auch der Ministerpräsident gemeint sein.
Die Minister sind gemeinsam für die Handlungen des Ministerrates und einzeln für die Handlungen ihres Geschäftsbereiches verantwortlich. Die Minister werden auf Vorschlag des Ministerpräsidenten vom Staatspräsidenten ernannt. Der Ministerpräsident hat nicht die Befugnis, Minister selbständig zu ernennen oder zu entlassen.
Der Ministerpräsident bestimmt die allgemeine Politik der Regierung und übernimmt dafür die Verantwortung. Er wahrt die Einheitlichkeit der Ausrichtung in Politik und Verwaltung, indem er die Tätigkeit der Minister fördert und koordiniert. Wegen der Abhängigkeit von den oft instabilen politischen Mehrheitsverhältnissen wird der Ministerpräsident als „Vorsitzender des Ministerrates“ oft nur als primus inter pares betrachtet.
Als Kollegialorgan nimmt der Ministerrat im italienischen Verfassungssystem hingegen eine herausragende Rolle insbesondere im Gesetzgebungsprozess ein:
- er bereitet Gesetzentwürfe vor,
- er erlässt Gesetzesdekrete, die anschließend vom Parlament in Gesetze umgewandelt werden müssen, damit die Gesetzesdekrete ihre Wirksamkeit behalten,
- er wird durch Ermächtigungsgesetze vom Parlament mit der Ausarbeitung von Gesetzen innerhalb bestimmter Rahmenbedingungen beauftragt und kann insoweit sog. Gesetzesvertretende Dekrete erlassen.

In der Phase der Regierungsbildung nach einer Regierungskrise oder nach Wahlen spielt der Staatspräsident eine wichtige Rolle: Er konsultiert die Fraktionen der im Parlament vertretenen Parteien und beauftragt dann einen aussichtsreichen Kandidaten mit der Regierungsbildung. Dieser muss dann wiederum in Beratungen mit Fraktionen und Parteien versuchen, eine Mehrheit für seine Regierung zu finden. Nach erfolgreichem Abschluss dieser Konsultationsphase präsentiert der designierte Präsident des Ministerrates dem Staatspräsidenten eine Liste der Minister, die dieser normalerweise akzeptiert. Danach kommt der neue Ministerrat zu seiner ersten Sitzung zusammen, beschließt ein Regierungsprogramm und stellt sich der Vertrauensabstimmung in beiden Parlamentskammern. Diese können der Regierung jederzeit das Vertrauen wieder entziehen, was dann in der Regel zu einer neuen Regierungskrise führt.
Ein besonderes Charakteristikum der italienischen Politik sind die häufigen Regierungswechsel seit dem Ende des Zweiten Weltkriegs. Als Gründe hierfür lassen sich beispielsweise anführen:
- Die wiederkehrende Zersplitterung der italienischen Parteienlandschaft macht oft Koalitionen mit zahlreichen Parteien nötig; bei Meinungsverschiedenheiten der Regierungsparteien untereinander wird die Regierungskrise immer wieder als Druckmittel gegenüber den anderen Koalitionspartnern genutzt.
- In den seltensten Fällen ist der Ministerpräsident auch Vorsitzender der eigenen Partei. Eine solche Situation ist nicht selten mit einem Machtverlust verbunden, der einzelne Abgeordnete dazu verleiten kann, bei einer Vertrauensabstimmung gegen die eigene Regierung zu stimmen.
- Die faktisch schwache Stellung des Ministerpräsidenten führt dazu, dass bei Konflikten innerhalb des Ministerrates oftmals die Bildung einer neuen Regierung als Mittel zur Klärung der Meinungsverschiedenheiten herangezogen wird.

#### Zusammensetzung der Regierung

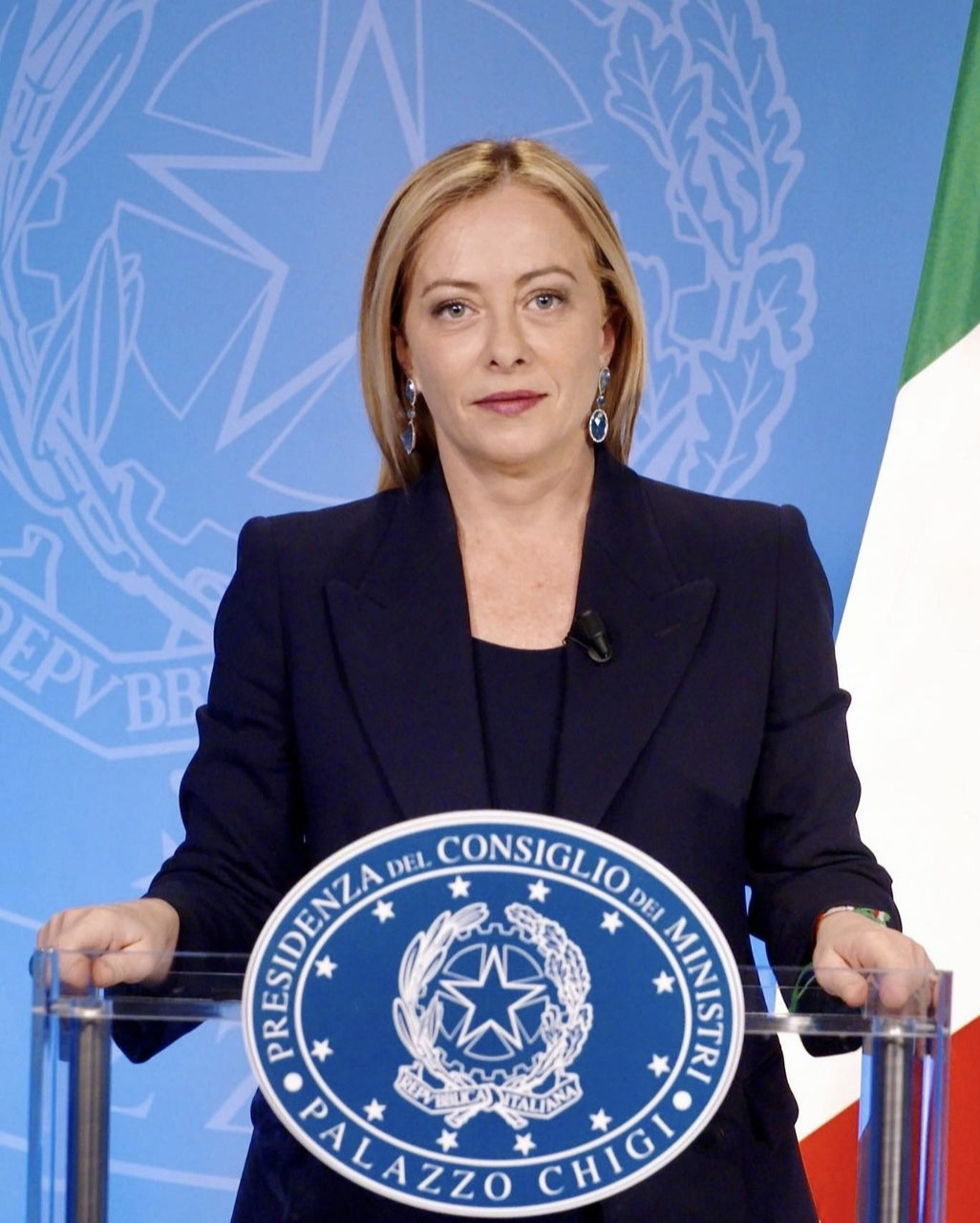
Giorgia Meloni, seit dem 22. Oktober 2022 Ministerpräsidentin

Die Regierung im eigentlichen Sinne, also der Ministerrat, besteht aus dem Ministerpräsidenten, den Ministern mit Portefeuille und einer unbestimmten Anzahl von Ministern ohne Portefeuille (ministri senza portafoglio), die zwar Sitz und volles Stimmrecht haben, aber kein eigenes Ressort leiten.
Die Regierung im weiteren Sinne besteht auch aus den Vizeministern und den Staatssekretären (sottosegretari di Stato). Unter letzteren ist der Staatssekretär beim Ministerpräsidenten der wichtigste, zumal er das Protokoll des Ministerrates bestimmt.
Aktuell amtiert das Kabinett Meloni.

#### Vertrauens- und Misstrauensvotum; die Regierungskrise
Innerhalb von zehn Tagen nach ihrer Bildung stellt sich die Regierung den Kammern vor, um ihr Vertrauen zu erhalten.
Wird der Regierung das Vertrauen vom Parlament entzogen, auch durch eine einzige Kammer, so muss sie zurücktreten (sog. parlamentarische Krise). Dies kann auf zwei Weisen geschehen:
- Es wird ein Misstrauensantrag von mindestens einem Zehntel der Mitglieder einer Kammer gestellt. Dem Antrag wird zugestimmt.
- Die Regierung stellt die Vertrauensfrage auf die Verabschiedung eines Gesetzes (der große Vorteil ist, dass dadurch keine Abänderungsanträge zulässig sind, und die Verabschiedung schneller vorangeht). Das Gesetz wird nicht gebilligt.

Durch das Misstrauensvotum sind in der republikanischen Geschichte Italiens nur zwei Regierungen zu Fall gekommen: das Kabinett Prodi I im Jahre 1998 und das Kabinett Prodi II im Jahre 2008.
In allen anderen Fällen ist es zu einer außerparlamentarischen Krise gekommen, durch „freiwilligen“ (von den Parteien außerhalb des Parlaments entschiedenen) Rücktritt.

#### Die „technische“ Regierung
Die technische Regierung (governo tecnico) ist eine vom Staatspräsidenten ernannte Regierung, die sich dadurch auszeichnet, dass der Ministerpräsident und evtl. auch die Minister parteilose Fachleute und Experten aus dem staatlichen Beamtentum oder aus der Privatwirtschaft sind. Eine solche Regierung wird dann gebildet, wenn eine schwere politische Krise vorliegt, etwa nach dem Sturz einer Regierung, und es gilt, wichtige Reformen zu verabschieden. Eine technische Regierung kann nur zustande kommen, wenn sich eine breite parlamentarische Basis finden lässt. Sie ist meist nur eine Übergangsregierung auf Zeit.
- Die erste technische Regierung wurde von Carlo Azeglio Ciampi, dem damaligen Gouverneur der italienischen Zentralbank, formiert (Kabinett Ciampi). Er übernahm 1993 den Posten als Ministerpräsident, inmitten des Zusammenbruchs von Italiens bisherigem Parteiensystem (Mani pulite/Tangentopoli). In seiner Amtszeit wurde eine Wahlrechtsreform realisiert. Im Frühling 1994 fanden schließlich Neuwahlen statt.

- Eine rein technische Regierung mit ausnahmslos parteilosen Ministern wurde von Lamberto Dini, ebenfalls hoher Beamter der Zentralbank, gebildet. Nach dem Sturz von Silvio Berlusconi regierte Dini von Januar 1995 bis Mai 1996. Das Kabinett Dini stabilisierte die Lira und verabschiedete eine wichtige Rentenreform. Im April 1996 fanden erneut Wahlen statt. Dini führte die amtlichen Geschäfte bis zur Vereidigung der ersten Prodi-Regierung weiter.

- Auch das Kabinett Monti unter Mario Monti war eine solche technische Regierung, die nach dem Machtverlust der vorherigen Regierung Berlusconi die Regierungsgeschäfte übernahm, um ein weiteres Abgleiten des Landes in die immer höhere Verschuldung abzuwenden (November 2011 – April 2013).

- Das vom Februar 2021 bis zum Oktober 2022 amtierende Kabinett Draghi unter Führung von Mario Draghi, dem früheren Präsidenten der Europäischen Zentralbank und früheren Gouverneur der italienischen Zentralbank, wurde während der COVID-19-Pandemie gebildet und bestand aus parteilosen Fachleuten und Vertretern des breiten Parteienspektrums, das die Regierung unterstützte.

Nicht selten ist auch der Einsatz einzelner „technischer“, parteiloser Minister innerhalb einer politischen Regierung. So wurde der Diplomat Renato Ruggiero Außenminister und der Arzt Girolamo Sirchia Gesundheitsminister im Kabinett Berlusconi, der Ökonom Tommaso Padoa-Schioppa war Finanzminister der zweiten Prodi-Regierung. Auch im aktuell amtierenden Kabinett Meloni stehen dem Innen-, Arbeits-, Kultur-, Gesundheits- sowie Jugend- und Sportministerium jeweils parteilose Fachleute vor.

#### Italienische Ministerpräsidenten seit 1946
Nicht zuletzt sollte man berücksichtigen, dass trotz häufiger Regierungswechsel insbesondere während der sogenannten Ersten Republik eine gewisse personelle Kontinuität besteht, wenn man die Regierungen als Ganzes betrachtet. Man könnte von einer häufigen Rotation des Vorsitzes im Ministerrat sprechen, es handelte sich keineswegs immer um völlig neue Regierungen. Den 68 Regierungen seit dem Ende des Zweiten Weltkriegs standen daher 31 verschiedene Ministerpräsidenten vor.
Die letzten Parlamentswahlen fanden am 25. September 2022 statt.
|     | Tage im Amt (gesamt) a | Ministerpräsident    | Partei b         | Anzahl der Regierungen |
| --- | ---------------------- | -------------------- | ---------------- | ---------------------- |
| 1.  | 3297                   | Silvio Berlusconi    | FI d, PDL        | 4                      |
| 2.  | 2496                   | Alcide De Gasperi    | DC               | 7 e                    |
| 3.  | 2226                   | Giulio Andreotti     | DC               | 7 f                    |
| 4.  | 2074                   | Aldo Moro            | DC               | 5                      |
| 5.  | 1492                   | Romano Prodi         | L’Ulivo          | 2                      |
| 6.  | 1389                   | Amintore Fanfani     | DC               | 6 f                    |
| 7.  | 1272                   | Bettino Craxi        | PSI              | 2                      |
| 8.  | 1044                   | Antonio Segni        | DC               | 2                      |
| 9.  | 1019                   | Matteo Renzi         | PD               | 1                      |
| 10. | 0954                   | Giuseppe Conte       | parteilos        | 2                      |
| 11. | 0925                   | Mariano Rumor        | DC               | 5                      |
| 12. | 0700                   | Giuliano Amato       | PSI g, L’Ulivo h | 2                      |
| 13. | 0542                   | Massimo D’Alema      | DS               | 2                      |
| 14. | 0527                   | Emilio Colombo       | DC               | 1                      |
| 15. | 0523                   | Mario Draghi         | parteilos        | 1                      |
| 16. | 0497                   | Mario Scelba         | DC               | 1                      |
| 17. | 0487                   | Giovanni Spadolini   | PRI              | 2                      |
| 18. | 0467                   | Paolo Gentiloni      | PD               | 1                      |
| 19. | 0405                   | Francesco Cossiga    | DC               | 2                      |
| 20. | 0401                   | Ciriaco De Mita      | DC               | 1                      |
| 21. | 0400 i                 | Mario Monti          | parteilos        | 1                      |
| 22. | 0396                   | Adone Zoli           | DC               | 1                      |
| 23. | 0359                   | Lamberto Dini        | parteilos        | 1                      |
| 24. | 0353                   | Carlo Azeglio Ciampi | parteilos        | 1                      |
| 25. | 0292 j                 | Enrico Letta         | PD               | 1                      |
| 26. | 0285                   | Giovanni Leone       | DC               | 2                      |
| 27. | 0227                   | Giovanni Goria       | DC               | 1                      |
| 28. | 0220                   | Arnaldo Forlani      | DC               | 1                      |
| 29. | 0141                   | Giuseppe Pella       | DC               | 1                      |
| 30. | 0116                   | Fernando Tambroni    | DC               | 1                      |
| 31. | 01002                  | Giorgia Meloni c     | FDI              | 1                      |

#### Wichtige Ministerien und Minister
- Wirtschafts- und Finanzministerium
- Außenministerium
- Innenministerium
- Justizministerium
- Verteidigungsministerium
- Ministerratspräsidium
- Liste der Außenminister Italiens
- Liste der Innenminister Italiens
- Liste der Verteidigungsminister Italiens
- Liste der Gesundheitsminister Italiens

### Judikative
| |
| Gerichtsorganisation in Italien: - primo grado: erste Instanz - secondo grado: zweite Instanz - ultimo grado: letzte Instanz - materia penale: Strafrecht - materia civile: Zivilrecht - materia amministrativa: Verwaltungsrecht |

Die Justiz kennt in Italien eine weit gehende formale Unabhängigkeit: Richter und Staatsanwälte sind dadurch in keiner Weise an die Weisung der Exekutive gebunden und auch nicht dem Justizministerium unterstellt.

#### Ordentliche Gerichtsbarkeit
Die ordentliche Gerichtsbarkeit besteht aus 9038 ordentlichen Richter und Staatsanwälten (Stand Februar 2021). Die Zugangsprüfung, ein in der Regel jährlich stattfindender Wettbewerb, bei dem Italienweit zwischen 300 und 400 Stellen ausgeschrieben werden, ist für Richter und Staatsanwälte gleich. Danach können sie sich für eine der beiden Laufbahnen entscheiden. Es besteht aber immer die Möglichkeit, ins andere Amt zu wechseln, auch wenn die Hürden dafür zunehmend verschärft wurden. Richter und Staatsanwälte werden magistrati (Magistrate) genannt. Ehrenamtliche Richter und Staatsanwälte, die außerhalb dieses Wettbewerbs bestellt werden, werden magistrati onorari genannt.
Sämtliche Entscheidungen über die Mitglieder der ordentlichen Gerichtsbarkeit (einschließlich Staatsanwaltschaft) werden von einem kollegialen Selbstverwaltungsorgan, dem „Obersten Rat für das Gerichtswesen“ (Consiglio Superiore della Magistratura, CSM), gefällt. Dieser besteht aus 24 gewählten Mitgliedern (zu zwei Dritteln von der Richterschaft gewählt, zu einem Drittel vom Parlament in gemeinsamer Sitzung) und drei Mitgliedern von Rechts wegen: dem Präsidenten der Republik, dem Präsidenten des Kassationsgerichtshofes und dem Generalstaatsanwalt beim Kassationsgerichtshof.

##### Zuständigkeiten und Aufbau

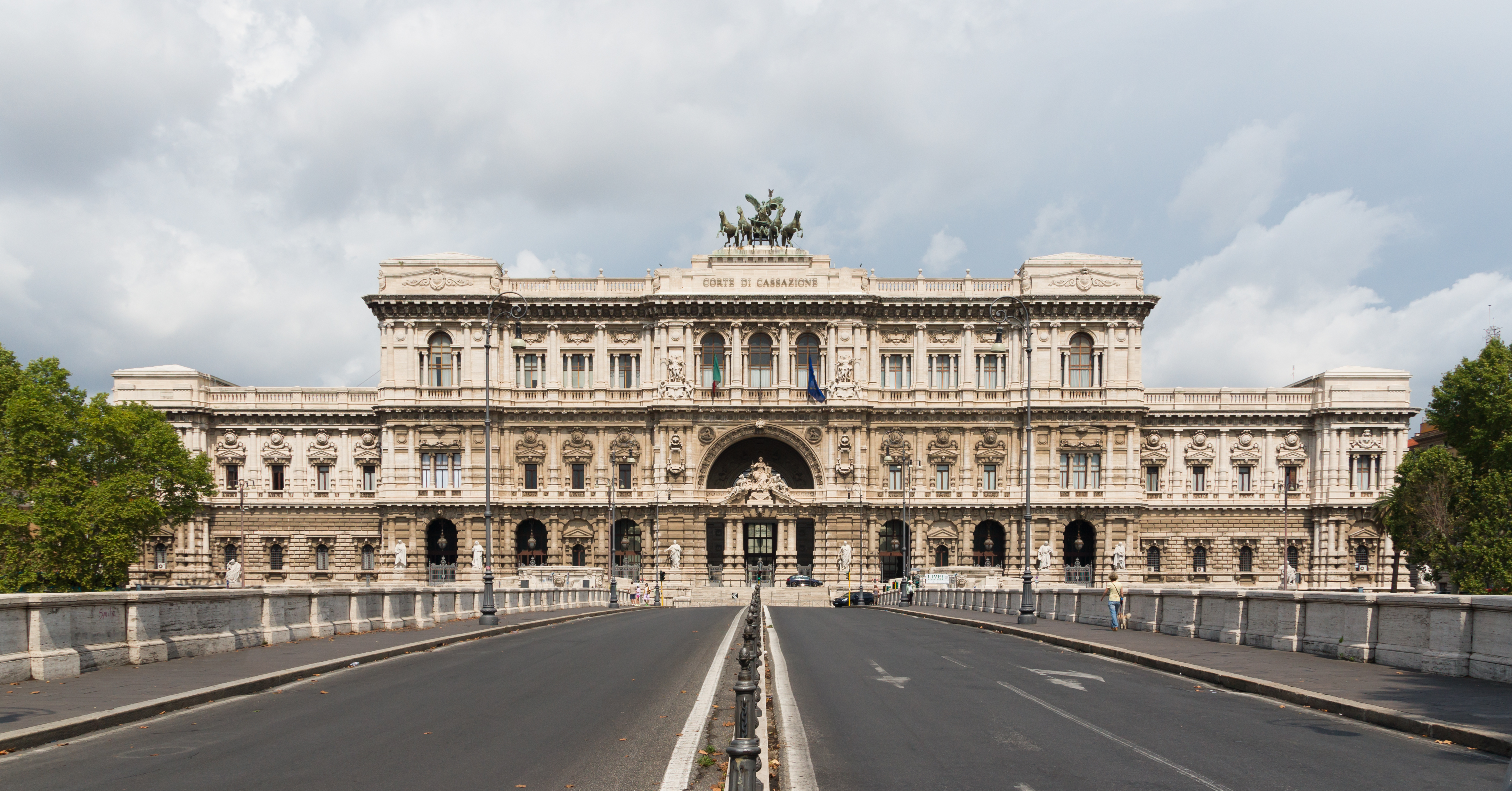
Sitz des italienischen Kassationsgerichtshofes in Rom

Die ordentliche Gerichtsbarkeit ist für zivil- und strafrechtliche Streitigkeiten zuständig. Auch arbeitsrechtliche Streitigkeiten werden vor diesen Gerichten ausgetragen.
Der „Friedensrichter“ (Giudice di pace) entscheidet in erster Instanz über Rechtsstreitigkeiten mit geringem Streitwert, hat aber auch gewisse strafrechtliche Funktionen. Es besteht aus ehrenamtlichen Richtern, die als Einzelrichter urteilen.
Das „Landesgericht“ (Tribunale) erkennt durch Einzelrichter oder als Kollegialgericht und ist in Zivil- und Strafabteilungen eingeteilt. Es entscheidet in zahlreichen Fällen als erstinstanzliches Organ. Darüber hinaus entscheidet es in zweiter Instanz über Urteile, welche das Friedensgericht in erster Instanz gefällt hat.
Das „Oberlandesgericht“ (Corte d’appello) entscheidet immer als Kollegialorgan und hat im Bereich des Zivil- und Strafrechts über die Anfechtung von Urteilen der Landesgerichte zu befinden. In allen Regionen mit Ausnahmen des Aostatals gibt es mindestens ein Oberlandesgericht mit Sitz in der Regionalhauptstadt. Auf Sizilien gibt es vier Oberlandesgerichte: neben Palermo auch Caltanissetta, Catania und Messina.
Das „Schwurgericht“ (Corte d’assise) ist für besonders schwerwiegende Strafdelikte zuständig. Neben Berufsrichtern urteilen auch ehrenamtliche Laienrichter. Deren Urteile können vor dem „Schwurgericht zweiter Instanz“ (Corte d’assise d’appello) angefochten werden.
Der „Kassationsgerichtshof“ (Corte di cassazione) ist das höchste Rechtsprechungsorgan mit Sitz in Rom und entscheidet in letzter Instanz.
Als größtes Problem der ordentlichen Gerichtsbarkeit gilt die extrem lange Verfahrensdauer. Im Strafprozess führen die langen Verfahren dazu, dass zahlreiche Übertretungen und Delikte verjähren, weil die Fristen bei laufendem Prozess weder unterbrochen, noch gehemmt werden. Im Zivilprozess ist die Lage noch gespannter: Ein ordentliches Verfahren erster Instanz dauert im Schnitt 980 Tage, für die Berufung werden nochmal 1405 Tage fällig. Nach Angaben der Weltbank liegt Italien damit bei der Schnelligkeit und Effizienz von Entscheidungen über Vertragsstreitigkeiten zwischen Unternehmen weltweit auf Platz 122. Etwas zügiger gehen die arbeitsrechtlichen Verfahren voran: 760 Tage in erster, 814 in zweiter Instanz. Verkehrsunfälle verweilen vor dem Friedensgericht immerhin 500 Tage.

#### Weitere Gerichte
Für verwaltungsrechtliche Angelegenheiten sind die „regionalen Verwaltungsgerichte“ (Tribunale Amministrativo Regionale, TAR) in erster Instanz und der „Staatsrat“ (Consiglio di Stato), meist als zweite Instanz (in Einzelfällen auch erstinstanzlich), zuständig.
Über Steuern urteilen die eigens eingerichteten „Steuerkommissionen“ (Commissioni tributarie). Diese bestehen nur zum Teil aus Berufsrichtern: Es werden auch Anwälte und Steuerberater als Richter eingesetzt. Es gibt provinziale (erste Instanz) und regionale Steuerkommissionen (zweite Instanz).
Darüber hinaus gibt es noch den „Rechnungshof“ (Corte dei conti), der in Sachen Rentenvorsorge und Amtshaftung zuständig ist, die „Gerichte für öffentliche Gewässer“ sowie die „Militärgerichte“.
Auch für diese Gerichte bestehen eigens eingerichtete Selbstverwaltungsorgane.

### Verfassungsgerichtsbarkeit

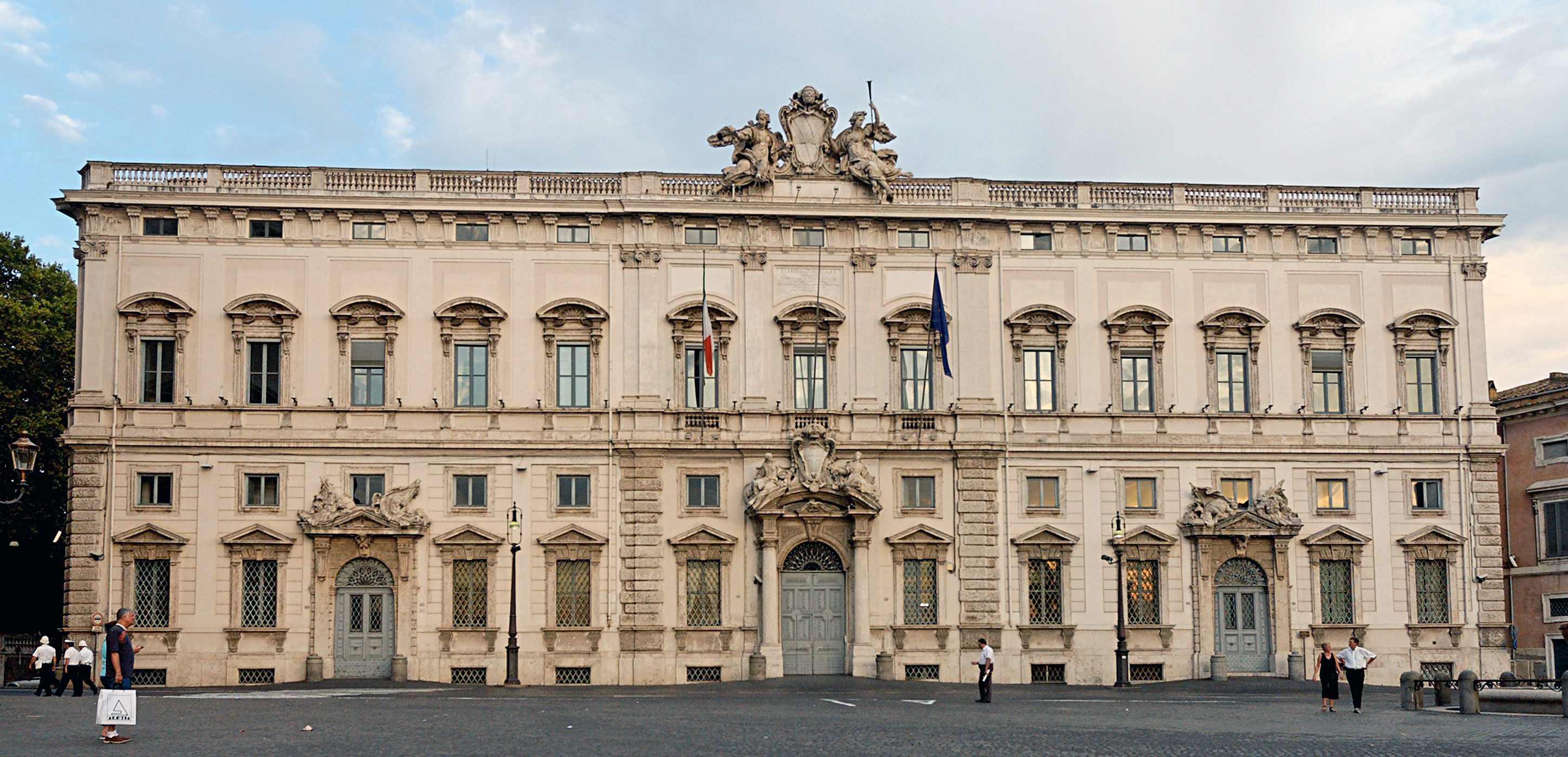
Palazzo della Consulta, Sitz des italienischen Verfassungsgerichtshofes in Rom

Für die Verfassungsgerichtsbarkeit ist der italienische Verfassungsgerichtshof (Corte Costituzionale) zuständig. Er besteht aus 15 Mitgliedern. Ein Drittel wird vom Staatspräsidenten ernannt, ein weiteres Drittel vom Parlament in gemeinsamer Sitzung, die übrigen fünf Mitglieder werden durch die obersten Gerichte gewählt, unter den amtierenden oder bereits in den Ruhestand getretenen Richtern der obersten ordentlichen und Verwaltungsgerichte, unter ordentlichen Professoren für Recht und unter Rechtsanwälten mit mindestens zwanzigjähriger Berufserfahrung. Die Amtsdauer beträgt neun Jahre. Es ist keine weitere Amtszeit möglich.
Der Verfassungsgerichtshof entscheidet über die Vereinbarkeit von Gesetzen und Akten mit Gesetzeskraft des Staates und der Regionen (und der autonomen Provinzen) mit der Verfassung. Erklärt es diese für verfassungswidrig, so verlieren die betreffenden Akte rückwirkend ihre Wirksamkeit. Oft aber beschränken sich die Urteile nicht darauf, Akte aufzuheben. In sogenannten „additiven Urteilen“ (sentenze additive), auch „manipulative Urteile“ genannt (sentenze manipolative), entstehen de facto neue Gesetzesbestimmungen.
Das Gericht kann direkt angerufen werden („direkter Rekurs“, ricorso diretto):
- vom Staat (gegen ein Regionalgesetz oder ein Regionalstatut oder das Gesetz einer autonomen Provinz);
- von einer Region (gegen Gesetzesakten vom Staat, einer anderen Region, einer autonomen Provinz);
- von einer autonomen Provinz (gegen Gesetzesakten vom Staat, einer Region, der anderen autonomen Provinz).

Privatpersonen können keine direkte Verfassungsbeschwerde erheben. Italiens Verfassungsgericht kann hingegen von jedem Gericht angerufen werden („indirekter Rekurs“, ricorso indiretto), wenn innerhalb eines Prozesses, auch auf Anregen einer Partei, eine Verfassungsmäßigkeitsfrage aufkommt und das Gericht diese für entscheidungsrelevant hält.
Der Verfassungsgerichtshof entscheidet auch bei Zuständigkeitsstreitigkeiten zwischen den obersten Staatsorganen; zwischen dem Staat und den Regionen und zwischen verschiedenen Regionen (wenn es um Verwaltungskompetenzen geht).
Das Gericht urteilt auch über den Präsidenten der Republik, nach Anklageerhebung durch das Parlament, wegen Hochverrats und Verfassungsbruchs. In diesem Fall wird das Verfassungsgericht um 16 Laienrichter erweitert.
Es entscheidet zudem über die Zulassung eines abrogativen Referendums. Diese Kompetenz wurde dem Verfassungsgerichtshof durch ein Verfassungsgesetz (Verfassungsgesetz vom 11. März 1953, Nr. 1) erteilt.

## Wahlsystem
Das aktive Wahlrecht für die Abgeordnetenkammer hat grundsätzlich jeder Italiener ab 18 Jahren, für den Senat beträgt das Wahlalter seit 2021 auch 18 Jahre (zuvor: 25 Jahre). Das passive Wahlrecht steht jedem Italiener ab Vollendung des 25. Lebensjahres für die Wahl zur Abgeordnetenkammer, ab Vollendung des 40. Lebensjahres für die Wahl zum Senat zu.
Während bis 1993 ein über Jahrzehnte wenig geändertes Verhältniswahlrecht galt, kam es seither mehrfach zu grundlegenden Änderungen. Von 1993 bis 2005 wurden drei Viertel der Parlamentsmitglieder nach Mehrheitswahl und das verbleibende Viertel nach Verhältniswahl gewählt. Mehrheits- und Verhältniswahl waren dabei nicht vollständig getrennt. Von 2005 bis 2013 galt ein Wahlsystem, bei dem die Sitze prinzipiell proportional verteilt wurden, der stimmenstärksten Koalition oder einzelnen Partei jedoch 55 % der Sitze garantiert wurden. Nachdem diese Regelung 2013 für verfassungswidrig erklärt wurde und dies teilweise auch bei einer 2015 verabschiedeten Nachfolgeregelung der Fall war, wurde 2017 erneut ein grundlegend neues Wahlsystem eingeführt. Demnach werden drei Achtel der Sitze nach relativer Mehrheitswahl im Einerwahlkreis und fünf Achtel proportional verteilt, wobei für die Proporzsitze eine 3 %-Hürde gilt.

## Parteiensystem
Traditionell werden die politischen Geschehnisse Italiens in zwei Hauptphasen aufgeteilt, die im Wesentlichen der Entwicklung des Parteiensystems entsprechen:
- die Erste Republik, prima repubblica (1946 bis 1994)
- die Zweite Republik, seconda repubblica, seit 1994.

Anders als etwa in Frankreich ist der Übergang von der Ersten zur Zweiten Republik nicht auf eine neue Verfassung zurückzuführen, sondern auf eine Serie politischer Ereignisse, insbesondere den Untergang der bislang etablierten Parteien, unter Einwirkung der Richterschaft und in Begleitung einiger Reformen, wie beim Wahlrecht.
Die Umbrüche in Italiens politischer Landschaft seit den Parlamentswahlen 2013 werden teilweise bereits einer neuen politischen Phase zugeordnet, die als Dritte Republik, terza repubblica bezeichnet wird.

### Erste Republik

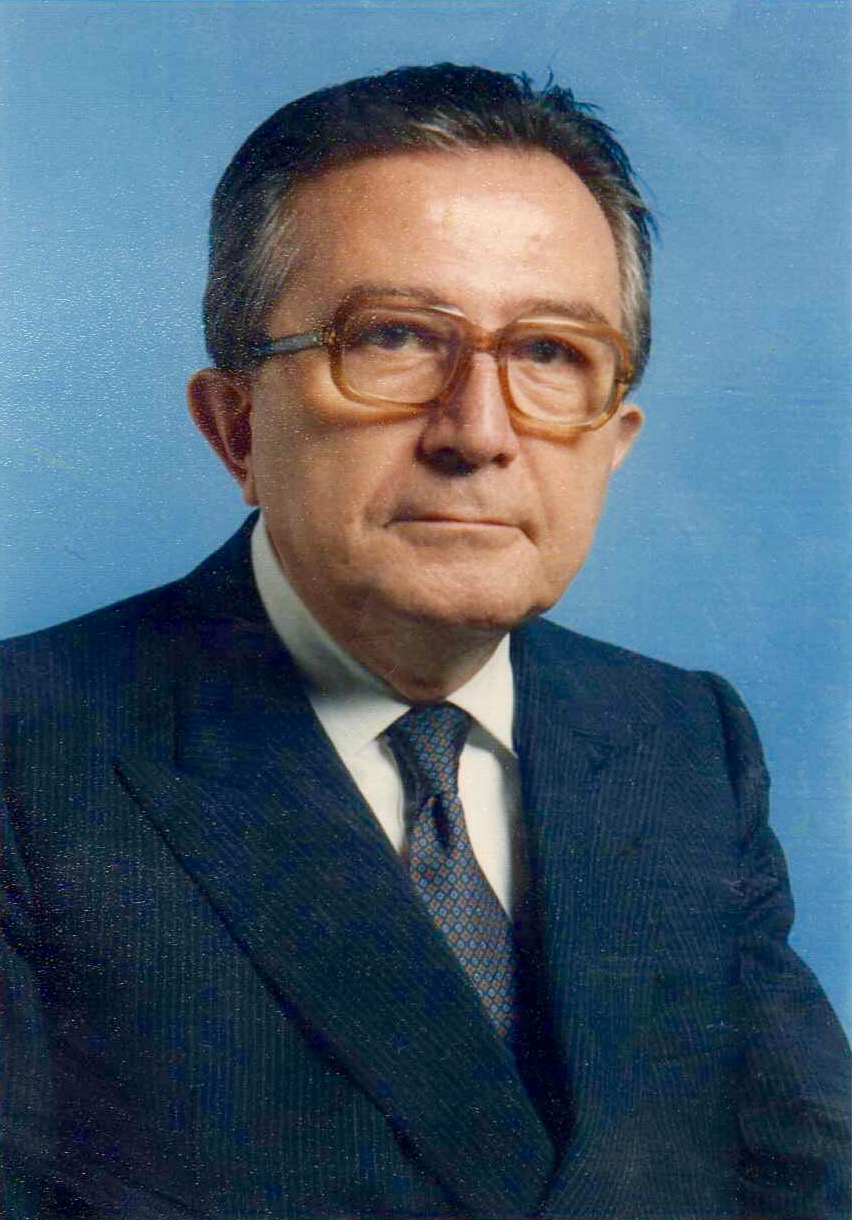
Giulio Andreotti

Die politische Geschichte seit dem Ende des Zweiten Weltkriegs wurde bis zum Beginn der 1990er Jahre von den Parteien des sog. Verfassungsbogens (arco costituzionale) bestimmt. Dazu gehörten jene Parteien, die im Geiste des Antifaschismus die italienische Verfassung ausgearbeitet und sich dessen Idealen verpflichtet hatten:
- Democrazia Cristiana (DC), Christdemokraten
- Partito Comunista Italiano (PCI), Kommunisten
- Partito Socialista Italiano (PSI), Sozialisten, denen sich großteils auch die Mitglieder der kurzlebigen antifaschistischen Partito d’Azione (Aktionspartei) anschlossen
- Partito Socialista Democratico Italiano (PSDI), Sozialdemokraten
- Partito Liberale Italiano (PLI), Liberale (bei den Wahlen 1946 Teil der Unione Democratica Nazionale)
- Partito Repubblicano Italiano (PRI), Republikaner

Der neofaschistische Movimento Sociale Italiano (MSI) gehörte nicht zum Verfassungsbogen.
Stimmenstärkste und mächtigste Partei waren die italienischen Christdemokraten, die bis 1992 ständig in der Regierungsverantwortung waren und fast alle Ministerpräsidenten stellten. Giovanni Spadolini aus den Reihen des Partito Repubblicano Italiano wurde 1981 erster nicht-christdemokratischer Ministerpräsident nach dem Zweiten Weltkrieg. Der bekanntere nicht-christdemokratische Premier war Bettino Craxi.
Geprägt wurde die Erste Republik durch die „stabile Instabilität“. Zwar wechselten sich zahlreiche Regierungen ab (bis heute 68), es handelte sich aber hauptsächlich um eine Umverteilung der Ministerialposten unter denselben Persönlichkeiten. Am längsten amtierende Ministerpräsidenten waren Alcide De Gasperi und Giulio Andreotti, die beide sieben Regierungen anführten und jeweils 2496 (6,8) und 2226 (6) Tage (Jahre) im Amt waren. Der von den Roten Brigaden ermordete Aldo Moro war selbst Regierungschef in fünf verschiedenen Kabinetten.
Obwohl das Wahlgesetz praktisch keine Sperrklauseln vorsah und durchaus kleine Splittergruppen mit zum Teil nur einem oder zwei Repräsentanten im Parlament Vertretung fanden, blieb die Anzahl der Regierungsparteien ziemlich beschränkt:
- Unmittelbar nach der Ausrufung der italienischen Republik waren alle antifaschistischen Parteien an der Regierung beteiligt, Christdemokraten, Sozialisten und Kommunisten (1946–1947). Einzige Opposition stellte zunächst der Fronte dell’Uomo qualunque dar (etwa die Jedermann-Front), in der viele Anhänger und Mitläufer des faschistischen Regimes eine neue politische Heimat fanden (vor Entstehung des Movimento Sociale Italiano). 1947 verließen Sozialisten und Kommunisten die Regierung und bildeten eine sozialkommunistische Volksfront.
- Nach der Niederlage der sozialkommunistischen Volksfront bei den Parlamentswahlen 1948 regierte ein zentristisches Bündnis von Christdemokraten, Sozialdemokraten, Liberalen und Republikanern in unterschiedlicher Zusammensetzung bis 1963 (centrismo). Die Opposition bildeten neben der ehemaligen sozialkommunistischen Volksfront die Neofaschisten. Letztere tolerierten das zentristische Kabinett von Fernando Tambroni, das somit im Jahr 1960 immerhin fünf Monate im Amt blieb.
- Zwischen 1963 und 1976 wurden die Sozialisten in die wechselnden Regierungen von Christdemokraten, Sozialdemokraten und Republikanern integriert (sog. centro-sinistra oder Mitte-links-Phase). Die Liberalen blieben zumeist in der Opposition.
- Zwischen 1976 und 1978 bestand der historische Kompromiss zwischen Christdemokraten und Kommunisten, Giulio Andreotti bildete eine rein christdemokratischen Regierung der nationalen Solidarität mit Tolerierung der Kommunisten zur Bekämpfung der Roten Brigaden
- Nach einer Übergangsphase wurde mit der Bildung der Regierung von Giovanni Spadolini 1981 der Pentapartito ins Leben gerufen, eine Fünferkoalition aus Christdemokraten, Sozialisten, Sozialdemokraten, Republikanern und Liberalen. Kommunisten und Neofaschisten blieben in der Opposition, gemäß der christdemokratischen (beinahe ausnahmslosen) Regel der conventio ad excludendum: mit allen Parteien Koalitionsgespräche führen, nicht aber mit den Kommunisten und den Neofaschisten.[16]

Auf regionaler und kommunaler Ebene dagegen übernahm die Kommunistische Partei schon früh Regierungsverantwortung: Zahlreiche Regionalpräsidenten, vor allem in Mittelitalien (Toskana, Emilia-Romagna, Umbrien), und Bürgermeister in Großstädten gehörten der Partei an. Über Jahrzehnte war die Kommunistische Partei zweitstärkste Kraft im Land und die größte marxistische Bewegung in der damaligen westlichen Welt. Dazu trug auch bei, dass die Kommunistische Partei sich immer mehr vom Sowjetkommunismus distanzierte, stattdessen die Idee des Eurokommunismus entwickelte, der einen Übergang zum Sozialismus auf Grundlage demokratischer Mehrheitsentscheidungen vorsah, und das parlamentarisch-demokratische System Italiens auch in Krisenzeiten mittrug.
Die zwei größten Parteien der Ersten Republik, Christdemokraten und Kommunisten, konnten stets zwischen 60 und 80 % der Stimmen der Wähler auf sich vereinen. Die Christdemokraten erreichten ihr bestes Ergebnis bei den Parlamentswahlen 1948 mit 48,5 %.

### Die Übergangsphase
Durch die unter dem Namen Mani pulite (deutsch Saubere Hände, sinngemäß Weiße Weste) bekannten richterlichen Untersuchungen wurde Anfang und Mitte der 1990er Jahre ein Netz von Korruption, Amtsmissbrauch und illegaler Parteifinanzierung auf politischer Ebene aufgedeckt. Die Ermittlungen führten zum Zusammenbruch der christdemokratischen und der sozialistischen Partei. Die kriminellen Verflechtungen, die durch die Untersuchungen aufgedeckt wurden, bezeichnet man als „Tangentopoli“ (von Tangente, Bestechungsgeld).
Das Parteiensystem wandelte sich sehr deutlich: Nicht nur die von Korruptionsskandalen besonders betroffenen Christdemokraten und Sozialisten lösten sich auf, auch die Sozialdemokraten, Republikaner und Liberalen verschwanden fast völlig in der Bedeutungslosigkeit, in der Kommunistischen Partei kam es nach dem Fall des Eisernen Vorhangs und dem Zusammenbruch des „real existierenden Sozialismus“ in Osteuropa zu einer Neuorientierung bzw. Spaltung.
Aus der christdemokratischen Partei, der Balena Bianca (weißer Wal, wie sie genannt wurde), gingen diverse Parteien hervor: der christlich-soziale Partito Popolare Italiano (PPI), der später in die Margherita aufging; die Cristiano Sociali (Christsozialen), die später in die Democratici di Sinistra (Linksdemokraten) aufgingen; die eher konservativen Centro Cristiano Democratico (CCD) und Cristiani Democratici Uniti (CDU), die später die Unione di Centro (UDC) bildeten. Aus der Kommunistischen Partei gingen im Wesentlichen hervor: die Partito Democratico della Sinistra (PDS), die sich später Democratici di Sinistra (Linksdemokraten) nannte, sowie die kommunistische Neugründung, Rifondazione Comunista (PRC) unter Fausto Bertinotti.
Während des Untergangs des politischen Systems der ersten Italienischen Republik entwickelte sich die Lega Nord in Norditalien zu einer politischen Kraft und gewann bei der Parlamentswahlen 1992 italienweit 8,7 % der Stimmen. In diese Zeit fällt auch die Gründung der Anti-Mafia-Bewegung La Rete.
Nach zwei (abrogativen) Wahlrechtsreferenden 1991 und 1993 wurde 1993 ein neues Wahlsystem eingeführt. Zu den Hauptinitiatoren der Referenden gehörte Mariotto Segni. Dabei wurde eine dominante Mehrheitswahlrechtskomponente mit einer schwächeren Verhältniswahlrechtskomponente verbunden (siehe Kapitel „Wahlsystem“). Dieses Wahlsystem wurde erstmals bei den Parlamentswahlen 1994 angewandt. Es gilt inzwischen nicht mehr.

### Zweite Republik

Italiens Parteiensystem im Übergang 1992–1995

#### 1994–2008

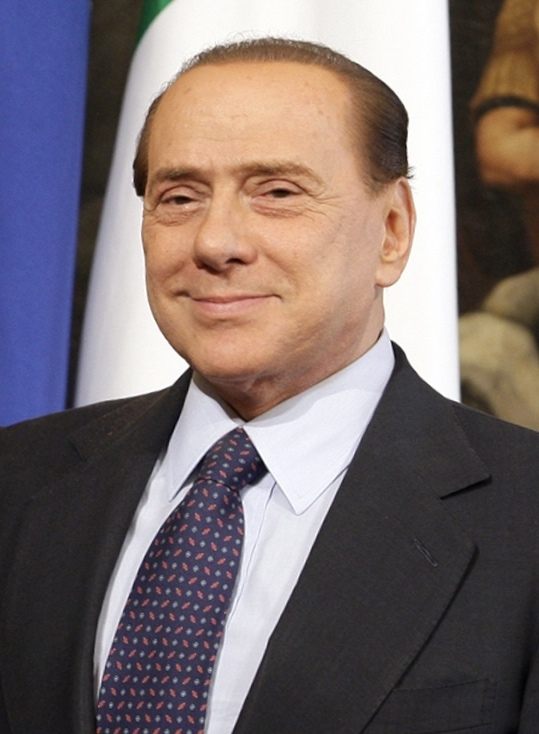
Silvio Berlusconi, der Wahlsieger 1994, 2001 und 2008

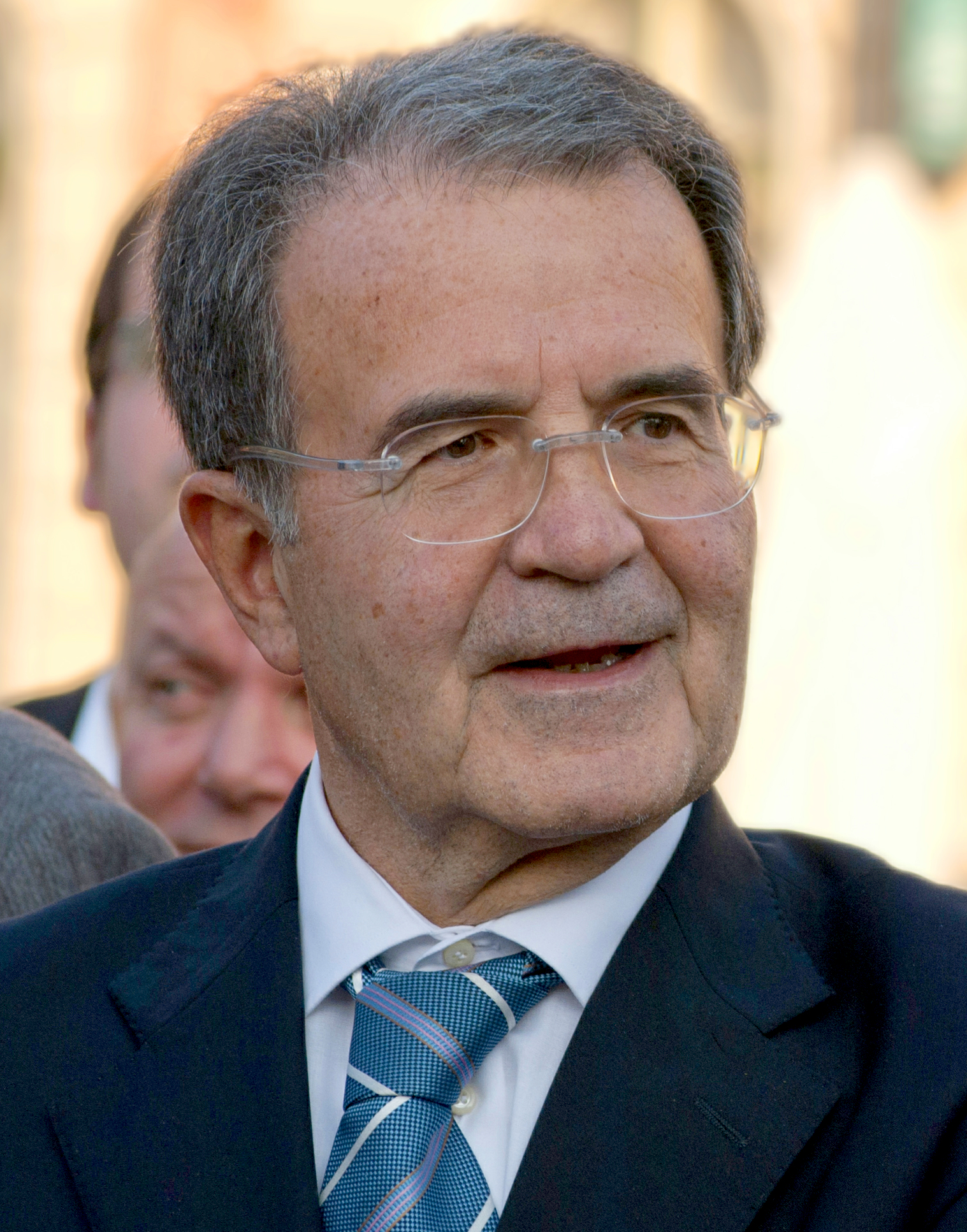
Romano Prodi, der Wahlsieger 1996 und 2006

Im Vorfeld der Parlamentswahlen 1994 kristallisierten sich zwei neue politische Blöcke heraus, welche die politischen Geschicke Italiens bis zu den Parlamentswahlen 2013 bestimmen sollten.
Um die Person des Medienunternehmers Silvio Berlusconi bildete sich ein Mitte-rechts-Block (centro-destra), um die ehemalige kommunistische Partei bildete sich ein Mitte-links-Bündnis (centro-sinistra). Dabei verlief die neue Blockbildung nicht entlang der Parteilinien, die aus der Ersten Republik bekannt waren.
Stärkster Neuling der italienischen Parteienlandschaft wurde sodann die von Silvio Berlusconi gegründete Forza Italia, die sowohl ehemalige Sozialisten (wie Giulio Tremonti, späterer Finanzminister, und Franco Frattini, späterer Außenminister) als auch ehemalige Christdemokraten (wie der Präsident der Region Lombardei Roberto Formigoni) beheimatete. Sie konnte nur wenige Monate nach ihrer Entstehung die Wahlen von 1994 für sich entscheiden.
Die neofaschistische MSI wurde in den Mitte-rechts-Block integriert und wandelte sich in die rechtskonservative Alleanza Nazionale unter Führung von Gianfranco Fini. Das neofaschistische Erbe traten kleinere Parteien wie die Fiamma Tricolore, die bisweilen einen Europaabgeordneten nach Straßburg entsenden konnte, oder die Forza Nuova an.
Die Lega Nord, die sich zunächst die Sezession Norditaliens als politisches Ziel gesetzt hatte und später für eine Föderalisierung Italiens eintrat, beteiligte sich 1994, 2001, 2006 und 2008 am Mitte-rechts-Bündnis. Bei den Parlamentswahlen 1996 trat sie an als selbständige Kraft außerhalb der Blöcke.
Das Mitte-links-Lager umfasste neben den ehemaligen Kommunisten der PDS / Linksdemokraten auch die ehemaligen Christdemokraten der La Margherita und deren Vorgängerparteien, sowie kleinere Parteien wie Socialisti Democratici Italiani (Sozialisten) und Federazione dei Verdi (Grüne). Auch die Italia dei Valori, die Partei des ehemaligen Mani-Pulite-Staatsanwaltes Antonio Di Pietro, war ein Teil dieses Lagers. Die Rifondazione Comunista war bisweilen auch Teil der Mitte-links-Koalition. Mit Massimo D’Alema von den Linksdemokraten wurde erstmals ein Postkommunist Ministerpräsident Italiens (1998), und Giorgio Napolitano wurde 2006 als ehemaliges Mitglied der kommunistischen Partei zum Präsidenten der Republik gewählt.
Im Ergebnis waren die Regierungslager stärker zersplittert als zuvor. Daran änderte auch die Wahlrechtsreform von 2005 nichts, die ein Mehrheits-Proporz-System einführte. Die kleinsten Splittergruppierungen hatten eine entscheidende Rolle und ein faktisches Veto-Recht innerhalb der Koalitionen. So führte der Koalitionsaustritt der Popolari-Unione Democratici per l’Europa zum Fall des Kabinetts Prodi II.
Während die zwei größten Parteien der ersten Republik, Christdemokraten und Kommunisten, zwischen 60 und 80 % der Stimmen der Wähler auf sich vereinen konnten, kamen die meistgewählten Parteien der zweiten Republik in der Zeit von 1994 bis 2008, Forza Italia und die Linksdemokraten, zusammen nicht einmal auf 50 % der abgegebenen Stimmen. Hinzu kam eine starke Polarisierung und (vor allem verbale) Radikalisierung zwischen den Lagern, die aufgrund der Beschaffenheiten des Wahlrechts mitunter rechtsextreme und linksextreme Verbündete suchen mussten.
Gegenüber der Ersten Republik, die von einer über vierzigjährigen Regierungskontinuität um die Christdemokraten geprägt war, schaffte hingegen keine der zunächst siegreichen Koalitionen der Zweiten Republik die unmittelbare Wiederwahl: Das Mitte-rechts-Lager um Silvio Berlusconi entschied die Wahlen 1994 und 2001 für sich (mit den Koalitionen Polo delle Libertà, Pol der Freiheiten, bzw. Casa delle Libertà, Haus der Freiheiten), das Mitte-links-Lager mit dem Spitzenkandidaten Romano Prodi setzte sich bei den Wahlen 1996 (mit dem Koalitionsnamen L’Ulivo, Olivenbaum) und 2006 (mit dem Koalitionsnamen L’Unione, Union) durch.

#### 2008–2013
Nach den Parlamentswahlen 2008 kam es einstweilen zu einer Konsolidierung des italienischen Parteienspektrums. Zwar traten auch zu dieser Wahl mehr als 100 Parteien an, der Großteil von ihnen befand sich aber in keiner Koalition beziehungsweise Listenverbindung, wodurch ein Überwinden der Sperrklauseln praktisch unmöglich wurde. Anlass für diesen Vereinfachungsprozess war die Ankündigung des Mitte-links-Spitzenkandidaten Walter Veltroni, er werde keine Koalition mehr mit der extremen Linken oder anderen Parteien, wie etwa den Sozialisten, eingehen. Nur mit Antonio Di Pietros Italia dei Valori schmiedete Veltroni ein Bündnis. Diesem Beispiel folgte auch sein Widersacher Berlusconi, der sich auf eine Allianz mit der Lega im Norden und mit dem Movimento per l’Autonomia im Süden beschränkte.
Somit konnte die Anzahl der im Parlament vertretenen Parteien deutlich reduziert werden.
Dem siegreichen Mitte-rechts-Block gehörten das Popolo della Libertà, kurz PDL (Volk der Freiheit), die Lega Nord und die Movimento per l’Autonomia (MPA), eine süditalienische Autonomiebewegung, die in Sizilien ihre Hochburg hatte, an. Das Popolo della Libertà war eine Mitte-rechts-Partei, die aus der Fusion von Forza Italia, Alleanza Nazionale sowie kleiner Splitterparteien wie der Democrazia Cristiana per le Autonomie, der Nuovo Partito Socialista Italiano und der Azione Sociale von Alessandra Mussolini (Enkelin von Benito Mussolini) entstand.
Das Mitte-links-Lager setzte sich aus Partito Democratico (PD), der aus der Fusion von Linksdemokraten und La Margherita hervorging, und Italia dei Valori (IDV) zusammen, wobei in den Rängen des PD auch Politiker der Radikalen kandidiert hatten. Die Radikale Partei Italiens war 1955 entstanden, mitbegründet von Marco Pannella.
Außerhalb der zwei großen Lager konnte nur die zentristische Unione di Centro (UDC, Zentrumsunion), eine Listenverbindung aus Unione dei Democratici Cristiani e Democratici di Centro, Rosa per l’Italia und kleineren Splitterparteien, den Einzug ins Parlament schaffen, allerdings nochmals mit deutlichen Verlusten. Dies gelang wiederum nicht der linksradikalen La Sinistra – L’Arcobaleno (Regenbogenlinke), einer Listenverbindung aus Partito della Rifondazione Comunista, Partito dei Comunisti Italiani, Sinistra democratica und den Grünen. Damit waren zum ersten Mal seit Bestehen der italienischen Republik keine kommunistischen Kräfte im Parlament vertreten.
Die Konsolidierung des Mitte-rechts- und Mitte-links-Lagers währte jedoch nur kurz, da zentrifugale Tendenzen rasch wieder die Oberhand gewannen, mit der Gründung neuer Parteien (wie Futuro e Libertà per l’Italia oder Alleanza per l’Italia).

### Seit 2013
Seit den Parlamentswahlen in Italien 2013 ist es zu einer Neuordnung der politischen Blöcke gekommen, die bei den Parlamentswahlen 2018 und 2022 bestätigt wurde, so dass bereits vom Entstehen einer Dritten italienischen Republik die Rede ist. Die Mitte-rechts- und Mitte-links-Koalitionen, die sich seit 1994 an der Regierung abgewechselt haben, werden von einem dritten politischen Lager, der Fünf-Sterne-Bewegung, flankiert und innerhalb der Mitte-rechts-Bündnisse ist es zu einer Verschiebung zugunsten des rechten Randes auf Kosten der Parteien der Mitte gekommen.
Die Gründe liegen in der in Italien seit 2008 anhaltenden Wirtschafts- und Finanzkrise, in der Unpopularität der Europäischen Union im Rahmen der Eurokrise und der Flüchtlingskrise, sowie in der abermaligen Aufdeckung von Finanz- und Korruptionsskandalen innerhalb der etablierten Politik, die seit Mani-Pulite nicht nennenswert sauberer geworden ist (so waren oder sind führende Abgeordnete des italienischen Parlaments rechtsgültig vorbestraft).
Zunächst konnte sich bei den Parlamentswahlen 2013 ein drittes politisches Lager behaupten: die vom Berufskomiker Beppe Grillo gegründete Fünf-Sterne-Bewegung (Movimento 5 Stelle), die mit jungen Kandidaten und den Themen direkte Demokratie, Antikorruption und Kritik an der Europäischen Union auf Anhieb als italienweit stimmenstärkste Partei in die Abgeordnetenkammer einziehen konnte (unter Einbeziehung des Auslandswahlkreise ging jedoch der Partito Democratico als stimmenstärkste Partei aus der Wahl hervor). Aufgrund des seit 2005 mehrfach geänderten Wahlrechts, das Koalitionen belohnt, konnte die Mitte-links-Koalition gleichwohl eine Mehrheit erlangen. Dem Partito Democratico unter Führung von Matteo Renzi gelang ein beachtlicher Wahlerfolg bei der Europawahl am 25. April 2014, die Partei ging als stärkste Partei mit 40,81 % der Stimmen aus der Wahl hervor (bei einer Wahlbeteiligung von 57,22 %). Zum ersten Mal seit über 50 Jahren gelang es damit einer italienischen Partei bei landesweiten Wahlen wieder über 40 % der Stimmen auf sich zu vereinigen. Zuletzt war dies der Democrazia Cristiana bei den Parlamentswahlen 1958 gelungen, allerdings bei einer Wahlbeteiligung von 93,83 %. Der Erfolg von Renzi währte dennoch kurz, er musste nach einem verlorenen Referendum abtreten und gründete später die Partei Italia Viva.
Im Vorfeld der Parlamentswahlen 2018 wandelte sich die Lega Nord unter ihrem Parteichef Matteo Salvini sodann zu einer italienisch-nationalen Partei (die seitdem als Lega ohne den Zusatz Nord in ganz Italien auftritt) nach dem Vorbild des französischen Front National, der österreichischen Freiheitlichen Partei und der ungarischen Fidesz, und konnte bei den Wahlen die Vormachtstellung innerhalb des Mitte-rechts-Lagers beanspruchen, von der erstmals Berlusconis Partei (seit 2013 wieder Forza Italia, Mitglied der Europäischen Volkspartei) verdrängt wurde. Noch deutlicher als 2013 wurde die Fünf-Sterne-Bewegung stärkste politische Kraft. Die Mitte-links-Koalition wurde abgewählt.
Während der gesamten Legislaturperiode konnte sich die Fünf-Sterne-Bewegung an der Regierung beteiligen: Bis September 2019 regierte sie zusammen mit der Lega; nach dem Ausscheiden der Lega aus der Regierung bestand eine Koalition mit Partito Democratico, Liberi e Uguali, Italia Viva und dem Movimento Associativo Italiani all’Estero; von Februar 2021 bis Juli 2022 war die Fünf-Sterne-Bewegung an einer Regierung der nationalen Einheit beteiligt (Kabinett Draghi), die auch von Partito Democratico, Lega und Forza Italia getragen wurde. Nach dem maßgeblich von der Fünf-Sterne-Bewegung veranlassten Rücktritt des Kabinetts Draghi wurden vorgezogene Parlamentswahlen ausgerufen.
Aus den Parlamentswahlen 2022 ging die rechtsnationale Partei Brüder Italiens (Fratelli d’Italia) als stärkste Partei Italiens hervor und konnte sich als führende Kraft eines Rechts-Mitte-Bündnisses etablieren (Stand Oktober 2022: mit Lega und Forza Italia sowie mit Kleinparteien der Mitte: Noi con l’Italia, Italia al Centro, Coraggio Italia, Unione di Centro, Movimento Associativo Italiani all’Estero). Die Brüder Italiens sind aus der nationalkonservativen Alleanza Nazionale  (Nationale Allianz) hervorgegangen, die wiederum aus dem neofaschistischen Movimento Sociale Italiano (Italienische Sozialbewegung) entsprungen war. Die Brüder Italiens sind Mitglied der Partei Europäische Konservative und Reformer, zu der auch die polnische Partei für Recht und Gerechtigkeit gehört. Giorgia Meloni, die Parteichefin der Brüder Italiens, wurde am 22. Oktober 2022 als Ministerpräsidentin vereidigt, womit zum ersten Mal in der Geschichte Italiens seit der Staatsgründung 1861 eine Frau dieses Amt bekleidet.
Die Opposition bilden im Wesentlichen die Mitte-links-Koalition um den Partito Democratico (Mitglied der Fraktion der Progressiven Allianz der Sozialdemokraten im Europäischen Parlament), das Parteienbündnis Azione/Italia Viva und die Fünf-Sterne-Bewegung, die erneut außerhalb der etablierten politischen Blöcke angetreten ist und sich unter Führung des ehemaligen Ministerpräsidenten Giuseppe Conte als diesmal drittstärkste Partei in der Wählergunst behaupten konnte.

### Häufige Partei- und Fraktionswechsel
Ein besonderes Charakteristikum von Italiens Politik seit 1994 sind die häufigen Partei- und Fraktionswechsel der gewählten Parlamentarier (auf Italienisch transfughismo, d. h. Überläufertum, bzw. cambio di casacca, d. h. „Wechsel des Mäntelchens“ genannt). Aufgrund ihres freien Mandates können die Parlamentarier ihre Partei und Fraktion und damit von der Regierungsmehrheit in die Opposition und umgekehrt nach Belieben wechseln (auch mehrfach). Dabei werden auch Fraktionen gebildet, die nicht immer einer politischen Kraft entsprechen, die zuvor durch Wahlen legitimiert wurde. Die Praxis der Partei- und Fraktionswechsel war und ist ausschlaggebend für die zahlreichen Regierungswechsel seit 1994 (bzw. ermöglicht erst die Bildung neuer Regierungen zur Vermeidung von Neuwahlen).
Während der Legislaturperiode von 2018 bis 2022 (Stand 29. Juni 2022) wurden 415 Fraktionswechsel gezählt. Während der Legislaturperiode von 2013 bis 2018 (Stand vom 20. September 2017) wechselten 337 Parlamentarier (35,4 Prozent des Parlaments) die Fraktion, wobei es zu insgesamt 526 Wechseln kam: Davon kam es zu 297 Fraktionswechseln von 203 Abgeordneten in der Abgeordnetenkammer und zu 229 Wechseln von 134 Senatoren im Senat. In der Legislaturperiode von 2008 bis 2013 wurden 261 Fraktionswechsel gezählt (165 in der Kammer und 96 im Senat), die insgesamt 180 Parlamentarier betrafen (120 Abgeordnete und 60 Senatoren).
Während Italiens erster Republik war diese Praxis beinahe unbekannt. Das Vorhandensein starker Parteien, die in der Gesellschaft verwurzelt waren und klare ideologische Konturen hatten, stand damals häufigen Partei- und Fraktionswechseln entgegen, zumal das Ausscheiden eines Parlamentariers aus seiner Fraktion in der Regel sein politisches Aus bedeutete.

### Regionalparteien und Vertretung der Auslandsitaliener
Die Südtiroler Volkspartei (SVP) ist die politische Vertretung der deutsch- und ladinischsprachigen Südtiroler in Rom, die Union Valdôtaine ist eine Minderheitenpartei aus dem Aostatal.
Der Movimento Associativo Italiani all’Estero ist die vereinte Bewegung der Italiener im Ausland, die im Auslandswahlkreis Südamerika vertreten ist.

## Politische Gliederung

### Selbstverwaltungskörperschaften
Die italienische Republik besteht aus folgenden Gebietskörperschaften (in Klammern die Anzahl)
- Staat
- Regionen (20)
- Metropolitanstädte (15)
- Provinzen (90)
- Gemeinden (7904)[23]

### Dezentrale staatliche Verwaltung

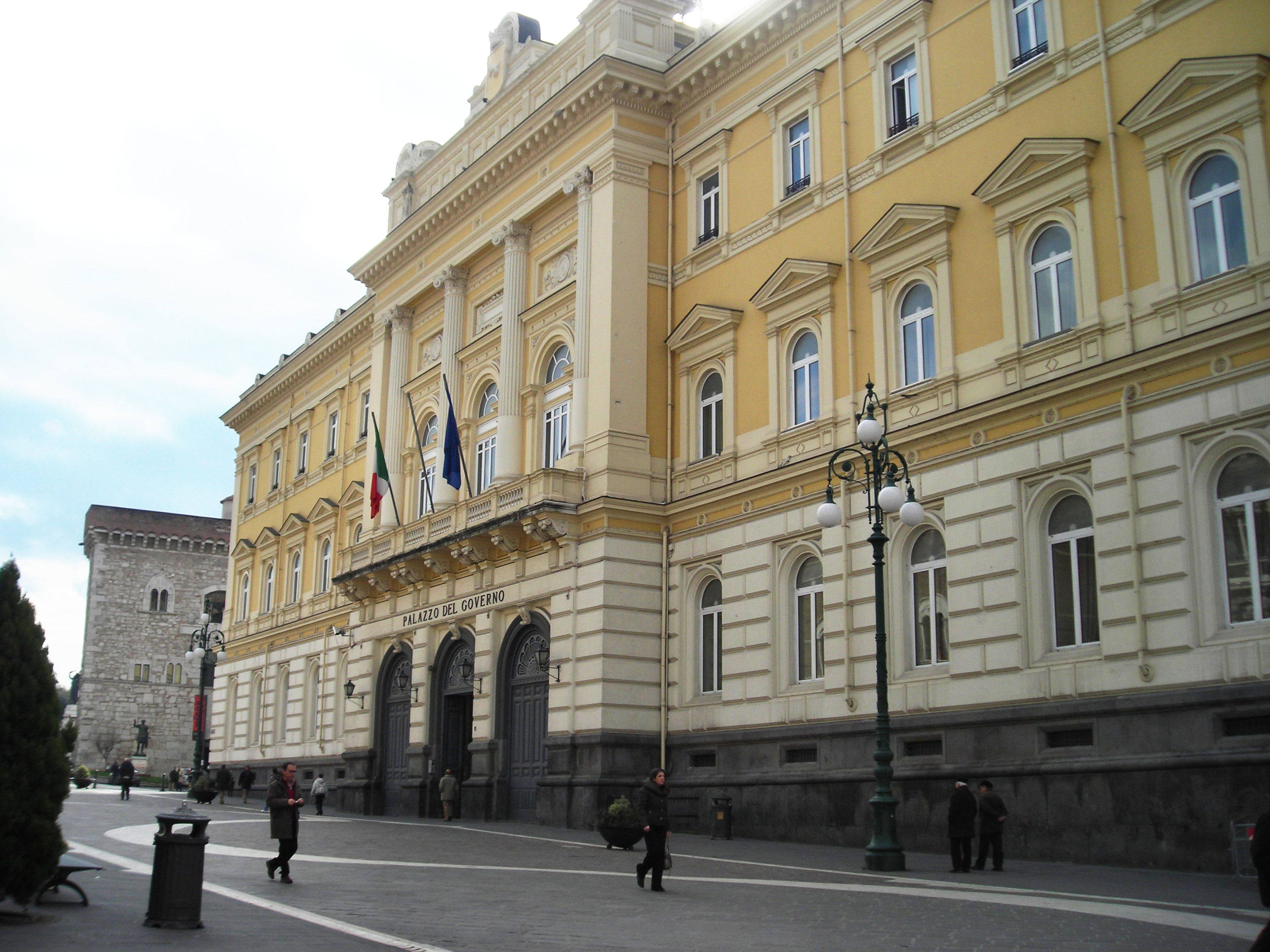
Präfektur – Bezirksamt der Regierung in Benevento

Die nationale Regierung unterhält zahlreiche Außenstellen in ihren dezentralen Verwaltungsgebieten. Diese sind in der Regel mit den Provinzen bzw. Metropolitanstädten deckungsgleich.
In nahezu jeder Provinz existiert eine Prefettura – ufficio territoriale del governo (Präfektur – Bezirksamt der Regierung). Die Präfekten, die diesem Amt vorstehen, beaufsichtigen die Arbeit der dezentralen nationalen Behörden. Sie haben die oberste Verantwortung für die öffentliche Sicherheit und Ordnung in den Provinzen zu tragen.
Die auf Provinzebene eingerichtete Quästur (Polizeipräsidium) bildet die wichtigste operative Einheit der Polizia di Stato, jener Polizei, die dem Innenministerium untersteht. Die Carabinieri, die organisatorisch dem Verteidigungsministerium unterstehen, unterhalten in jeder Provinz ein comando provinciale. Nucleo Provinciale di Polizia Tributaria heißt das Provinzkommando der Guardia di Finanza. Darüber hinaus gibt es regionale bzw. interregionale Kommandos.
Auch die Gemeinden übernehmen zum Teil Funktionen im Auftrag des Staates: Wahl-, Melde- und Standesämter sowie Ämter für Statistik. Ferner waren sie, bis zu deren Aufhebung, für den verwaltungstechnischen Vollzug der Wehrpflicht zuständig.
Die Agenzia delle Entrate, die italienische Steuerbehörde, die dem Wirtschafts- und Finanzministerium in Rom untersteht, unterhält regionale sowie lokale Finanzämter in ganz Italien, die sukzessive in Provinzdirektionen zusammengefasst werden.

### Zentralismus gegen Föderalismus

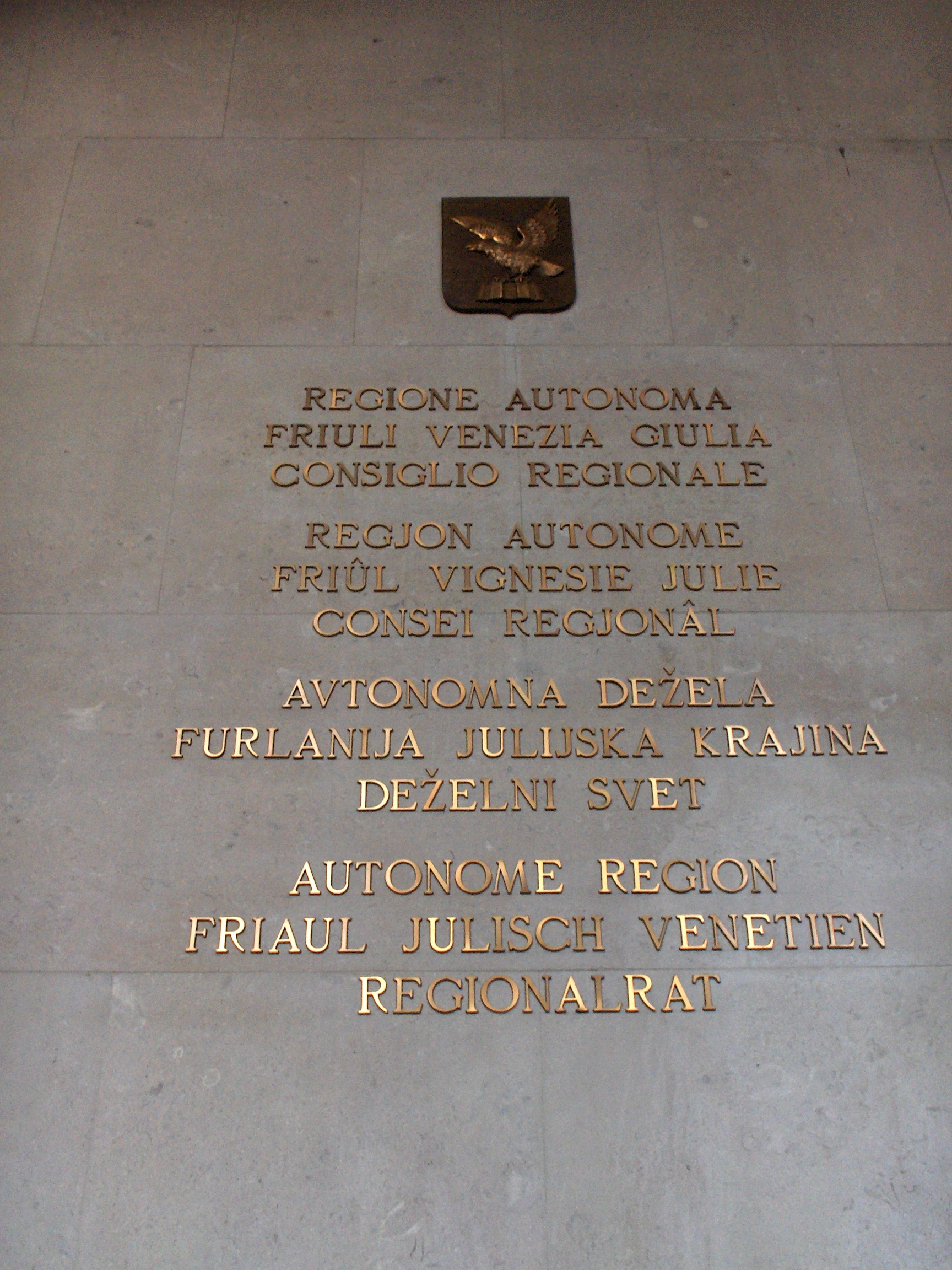
Am Sitz des Regionalrates der autonomen Region Friaul-Julisch Venetien, Triest

Von 1861 bis 1948 war Italien ein sehr zentralisierter Einheitsstaat, d. h. Provinzen und Gemeinden waren nur Verwaltungsbezirke der Zentralregierung in Rom. Die teilweisen Selbstverwaltungsrechte der Gemeinden wurden während des Faschismus ganz beseitigt, die Amtsbürgermeister (podestà) wurden von Rom aus bestellt.
Seit der Verfassung 1948 ist Italien ein dezentralisierter Einheitsstaat. Die von zunächst separatistischen Parteien wie der Lega Nord in den 1980er und 1990er Jahren losgetretene sog. „Föderalismusdebatte“ führte 2001 zu einer wichtigen, in einer Volksabstimmung bestätigten Verfassungsreform, durch die die Dezentralisierung weit ausgebaut wurde (Verfassungsänderungsgesetz 3/2001). Mit einer weiteren, 2005 verabschiedeten Verfassungsreform, sollte Italien – zumindest formell – in einen Bundesstaat umgewandelt werden: Diese Verfassungsreform scheiterte jedoch 2006 an einer Volksabstimmung. Danach wurden Rufe nach einer Rezentralisierung lauter: Die entsprechende Verfassungsänderung wurde allerdings ebenfalls durch das Wahlvolk abgelehnt (2016), so dass die 2001 vorgenommene, regionalistisch betonte Verteilung der Kompetenzen zwischen Staat und Regionen fortbesteht.
Seit dem Verfassungsänderungsgesetz 3/2001 sind alle Gebietskörperschaften, von den Gemeinden zum Staat, de jure auf einer Ebene. Artikel 114 der Verfassung besagt in diesem Sinne: Die Republik besteht aus den Gemeinden, aus den Provinzen, aus den Metropolitanstädten, aus den Regionen und aus dem Staat. Seitdem gilt zudem, dass die Gesetzgebungsbefugnis im Allgemeinen den Regionen, die Verwaltung im Allgemeinen den Gemeinden zusteht. Artikel 117 der Verfassung bestimmt in Hinblick auf die Gesetzgebungsbefugnis: Die Regionen haben das Gesetzgebungsrecht in Bezug auf alle Bereiche, die nicht ausdrücklich der Staatsgesetzgebung vorbehalten sind. Zivil- und Strafrecht bleiben allerdings in den Zuständigkeiten des Staates und der Verfassungsgerichtshof tendiert dazu, die regionalen Befugnisse sehr restriktiv auszulegen.
Im Bereich der öffentlichen Verwaltung hebt Artikel 118 die zentrale Rolle der italienischen Gemeinden hervor: Die Verwaltungsfunktionen stehen den Gemeinden zu, es sei denn, dass sie den Provinzen, den Metropolitanstädten, den Regionen und dem Staat zur Gewährleistung der einheitlichen Ausführung, aufgrund der Subsidiaritäts-, Differenzierungs- und Zweckentsprechungsgrundsätze eingeräumt werden.
Der sogenannte Federalismo fiscale (fiskalischer Föderalismus) soll die italienische Finanzverfassung beschreiben. Artikel 119 der reformierten Verfassung sieht auch hier eine starke Selbständigkeit der Gebietskörperschaften gegenüber dem Staat vor: Die Gemeinden, die Provinzen, die Metropolitanstädte und die Regionen sind in ihrer Haushaltswirtschaft bezüglich Einnahmen und Ausgaben selbständig. Die Gemeinden, die Provinzen, die Metropolitanstädte und die Regionen haben eigene Ressourcen. Sie bestimmen und erheben eigene Steuern und Abgaben in Übereinstimmung mit der Verfassung und nach den Prinzipien der Koordinierung der öffentlichen Finanz und des Steuersystems. Sie haben Anteil an den Ertrag aus den ihrem Territorium zuschreibbaren Steuern und Abgaben. Im April 2009 wurde ein Ermächtigungsgesetz zur Umsetzung des Fiskalföderalismus verabschiedet. Die schrittweise Umsetzung durch Regierungsdekrete sollte bis 2016 erfolgen. De facto wurde der fiskalische Föderalismus nicht umgesetzt, dagegen wurden die öffentlichen Finanzen im Rahmen der Staatsschuldenkrise wieder verstärkt zentralisiert.
Eine Sonderstellung im Hinblick auf die öffentlichen Finanzen nehmen die fünf autonomen Regionen mit Sonderstatut, Aostatal, Trentino-Südtirol, Friaul-Julisch Venetien, Sizilien und Sardinien sowie die ebenfalls autonomen Provinzen Trentino und Südtirol ein. Sie besitzen tiefgehende Gesetzes- sowie Verwaltungskompetenzen und sind auch mit zum Teil sehr großzügigen finanziellen Mitteln (bis zu 100 % des steuerlichen Aufkommens) ausgestattet, die jedoch aufgrund der gesamtstaatlichen Haushaltslage ebenfalls beschnitten worden sind.